# Oslo

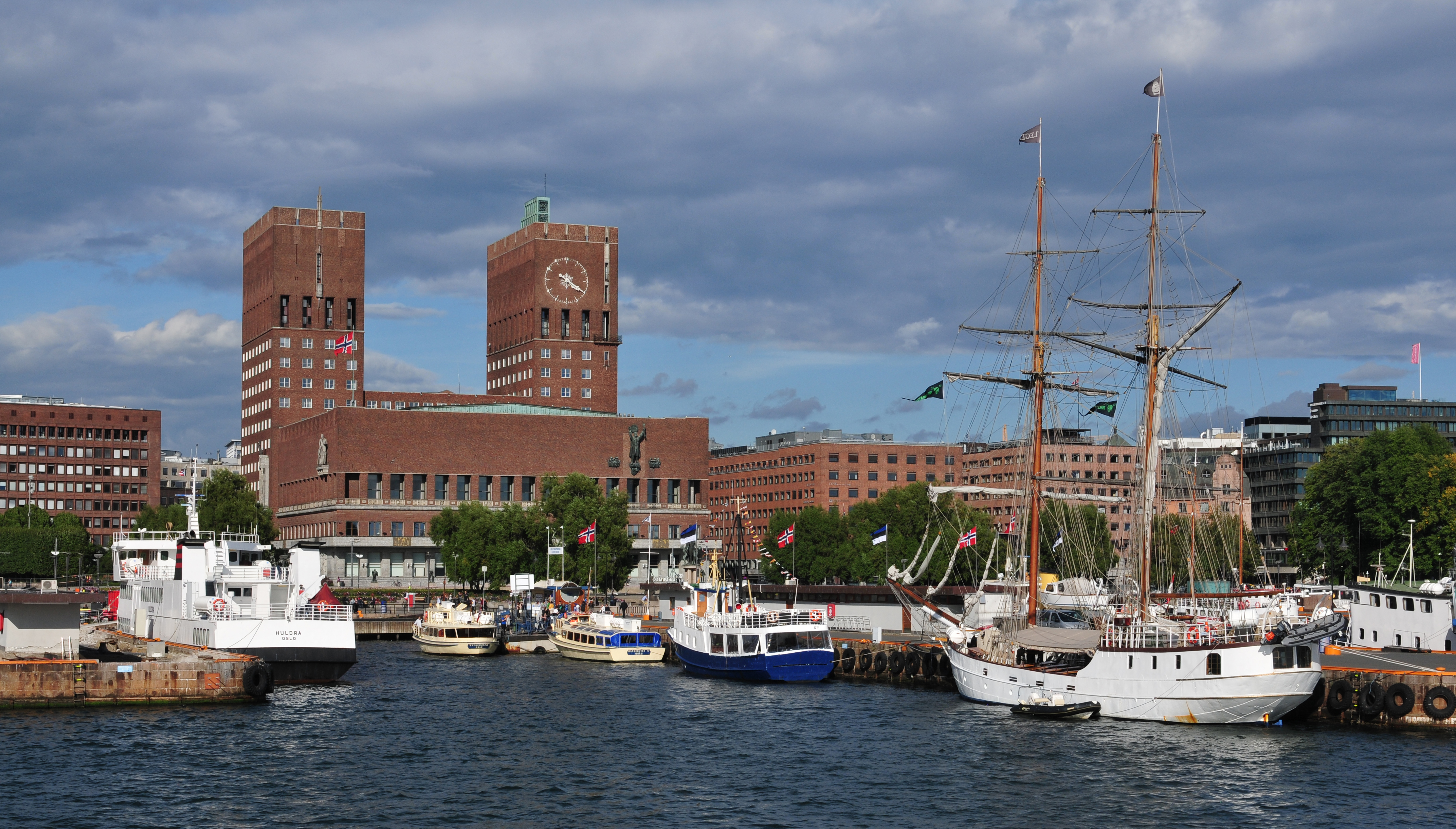
Puerto y ayuntamiento de Oslo

Oslo ([ùʃlu]ⓘ), llamada Christiania (de 1624 a 1897) y Kristiania (de 1897 a 1925) –«Cristianía» en español–, es la capital y la ciudad más poblada de Noruega, además de ser su centro político, económico y cultural. Políticamente constituye un municipio y a la vez una de las diecinueve provincias del país. Según el censo del 21 de noviembre de 2018, su población era de 673 469 habitantes. Es la tercera ciudad y área urbana escandinava más poblada, solo superada por Copenhague y Estocolmo.
Su área metropolitana se extiende a los alrededores de la provincia de Akershus y tiene una población de 1 546 706 habitantes. La superficie total comprendida por Oslo es de 144 km², de los cuales 115 km² son urbanos y 7 km² son rurales. Los espacios abiertos dentro del área urbana suman un total de 22 km².
La ciudad de Oslo fue establecida como municipio el 3 de enero de 1838. Fue separada de la provincia de Akershus como una provincia independiente en 1842. El municipio rural de Aker fue absorbido por la expansión de Oslo en 1948 (y transferida de la provincia de Akershus al municipio de Oslo). La capital noruega aún comparte varias funciones importantes con Akershus y es oficialmente la capital de esta última.

## Origen etimológico
El significado del nombre de Oslo ha sido objeto de numerosos debates. Deriva del nórdico antiguo y fue con toda probabilidad el nombre de una vasta granja en el lugar de los primeros asentamientos en Bjørvika.[cita requerida]
Durante la Edad Media, el nombre al principio se deletreó Ásló, para más tarde derivar en Ósló. La ortografía más temprana sugiere que el primer componente ás se refiere a la colina de Ekeberg, al sureste de la ciudad (ås en noruego moderno) o al homónimo nórdico que quiere decir «el dios» o «la divinidad». Las interpretaciones más probables, por lo tanto, serían «El prado bajo la colina» o «El prado de los dioses», siendo ambas igualmente posibles.
En el siglo XVI aparece el nombre Opslo en algunos mapas.

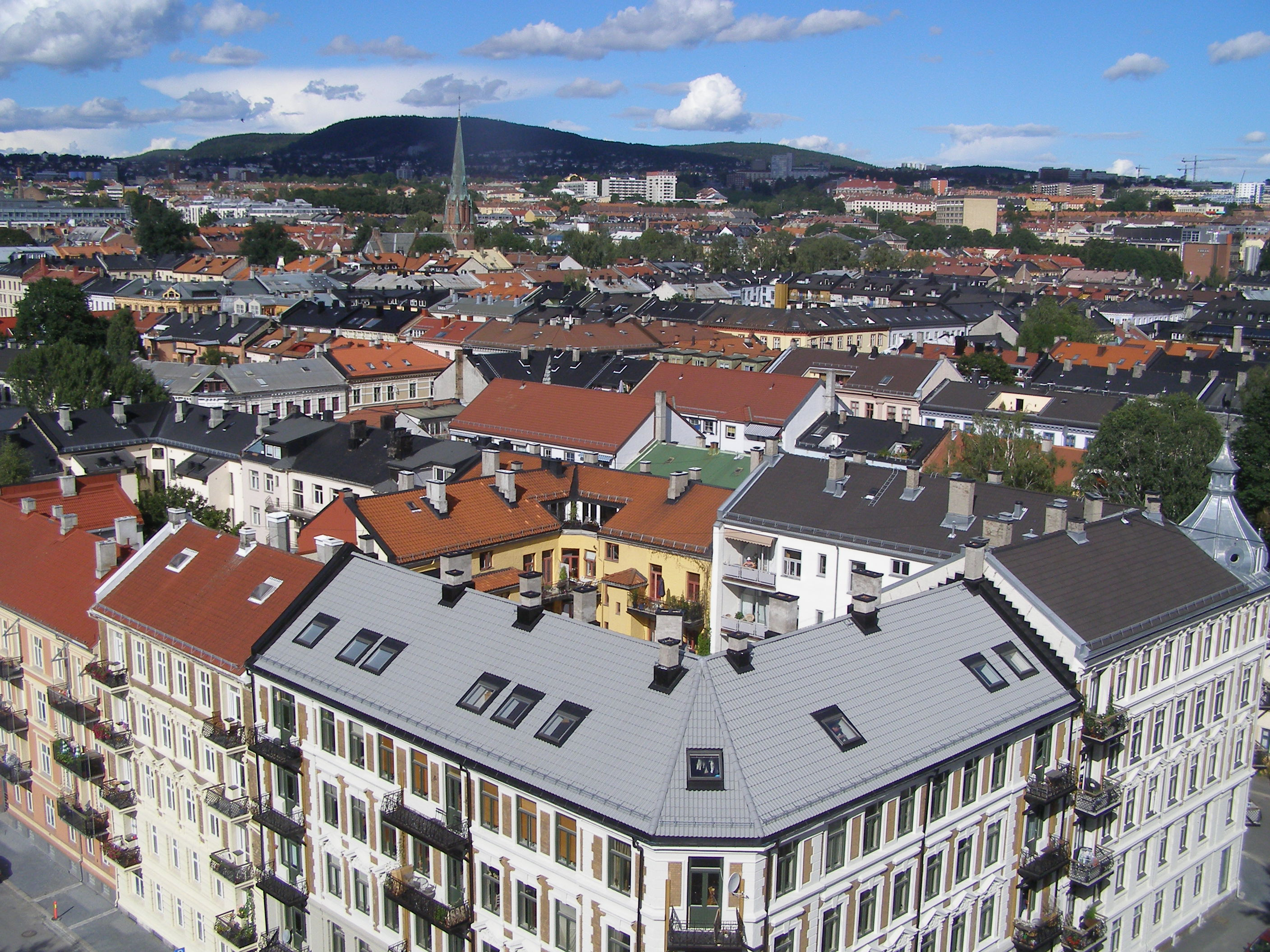
Vista del casco antiguo de Oslo

Un incendio en 1624 destruyó gran parte de la ciudad medieval —la parte ahora conocida como Gamlebyen— y la nueva ciudad fue ubicada cerca de la fortaleza de Akershus. El rey Cristián IV de Dinamarca y Noruega rebautizó la nueva ciudad como Christiania. Desde finales del siglo XIX el nombre de la ciudad también apareció escrito como Kristiania. Ninguna grafía tuvo sanción oficial, así que el uso de ambas era válido y aceptado. El nombre original de Oslo se recuperó por ley el 11 de julio de 1924, que se hizo efectiva a partir del 1 de enero de 1925.
El escritor Bjørnstjerne Bjørnson se refirió una vez a Oslo como Tigerstaden («La ciudad de los tigres») hacia 1870, debido a su percepción de la ciudad como un lugar frío y peligroso. Durante años, este nombre obtuvo un estatus casi oficial, llegando a celebrarse el 1000.º aniversario de la ciudad con una fila de esculturas de tigres alrededor del ayuntamiento. La existencia de personas sin hogar y otros mendigos llevó a reformular el apodo, Tiggerstaden, «la Ciudad de los mendigos». Esto lo plasmó el escritor Knut Hamsun de forma muy dura en su novela Sult (‘hambre’ ) en 1890, llevada al cine en 1966 por Henning Carlsen.

## Historia

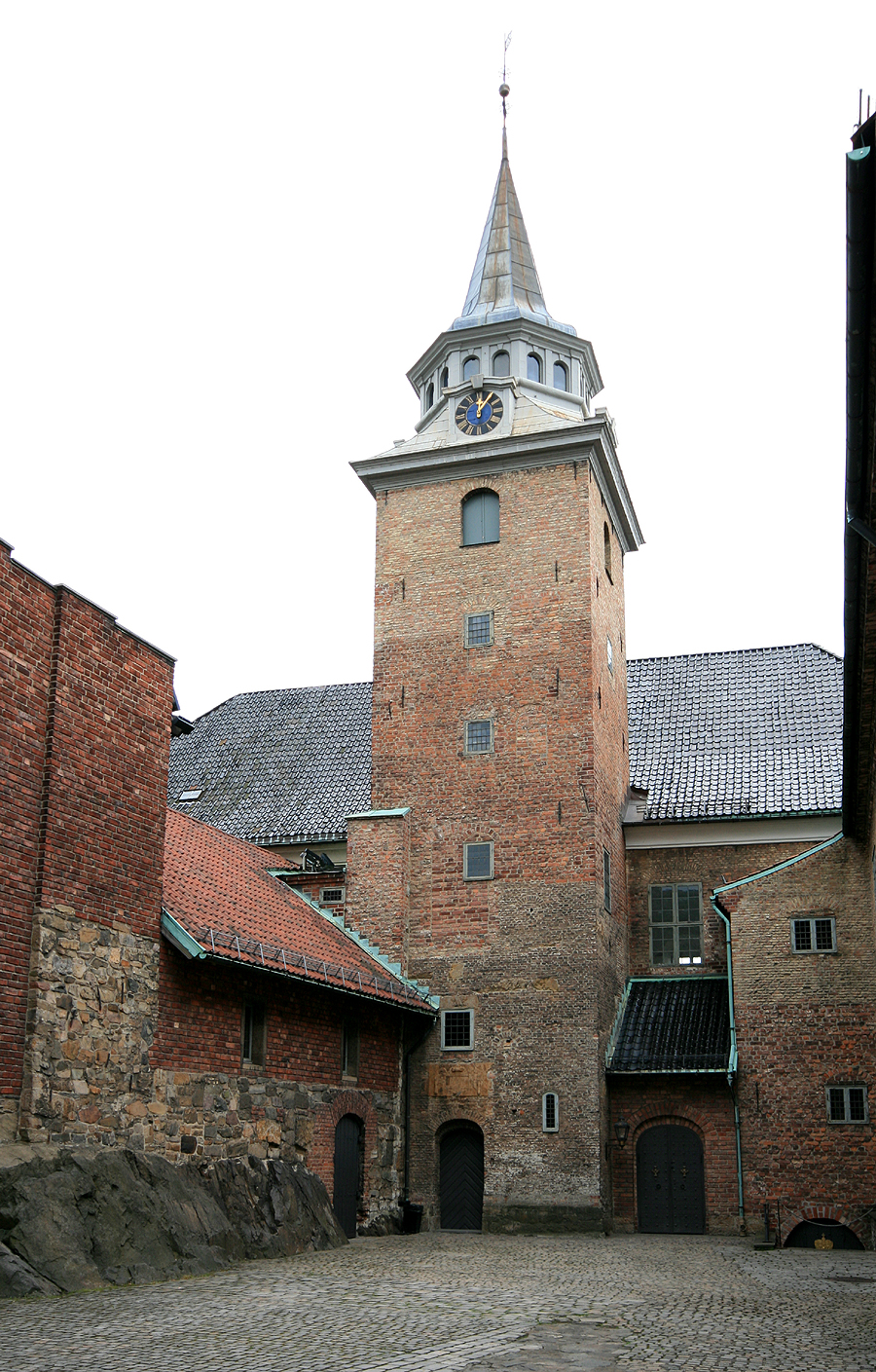
La fortaleza de Akershus, principal defensa de la ciudad desde el

Oslo fue fundada alrededor del año 1048 d. C. por el rey Harold Hardråde. Con el tiempo adquirió cierta importancia regional; sin embargo, a nivel nacional ocupaba un lugar secundario tras Bergen —una pujante ciudad comercial— y Nidaros —actual Trondheim—, la capital religiosa. Oslo fue convertida en capital en 1314 por el rey Haakon V (1299-1319), el primer rey en residir permanentemente en la ciudad y también el que inició la construcción del castillo de Akershus. Varios incendios asolaron la ciudad en la Edad Media destruyéndola casi totalmente, pero en todas las ocasiones fue reconstruida.
Durante la unión con Dinamarca, Noruega fue la parte más débil; Oslo perdió su estatus de capitalidad y su papel se redujo al de centro administrativo del poder danés. El hecho de que la Universidad de Oslo se fundase tan tardíamente como en el año 1811, tuvo un efecto adverso sobre el desarrollo de la nación. Con la llegada de la Reforma en el siglo XVI, las numerosas iglesias y los conventos, la mayoría de ellos abundantes en recursos, fueron sometidos al saqueo y abandonados a la ruina tras los incendios que azotaron Oslo, o bien fueron destruidos para utilizar la piedra en otras construcciones. La Reforma redujo también el papel de la Iglesia como factor de poder económico, y la pérdida de empleo contribuyó al retroceso de la ciudad. Durante el asedio sueco de 1567 la ciudad fue incendiada nuevamente.
Tras un incendio de tres días en 1624, el rey Cristián IV decidió trasladar la ciudad a las cercanías de la fortaleza de Akershus y renombrarla como Cristianía. Esta fue erigida como una ciudad fortificada con bastiones, con Akershus como ciudadela. El trazado urbano seguía el modelo renacentista, un sistema de emparrillado con amplias calles e intersecciones en ángulo recto para evitar la expansión del fuego, y con ese mismo objetivo se ordenó construir los edificios con mampostería o bien con un sistema mixto de entramado de madera y ladrillos. Del patrimonio monumental de la ciudad vieja solo se conservaron la catedral de San Hallvard y el antiguo palacio del obispo, ambos actualmente en ruinas.

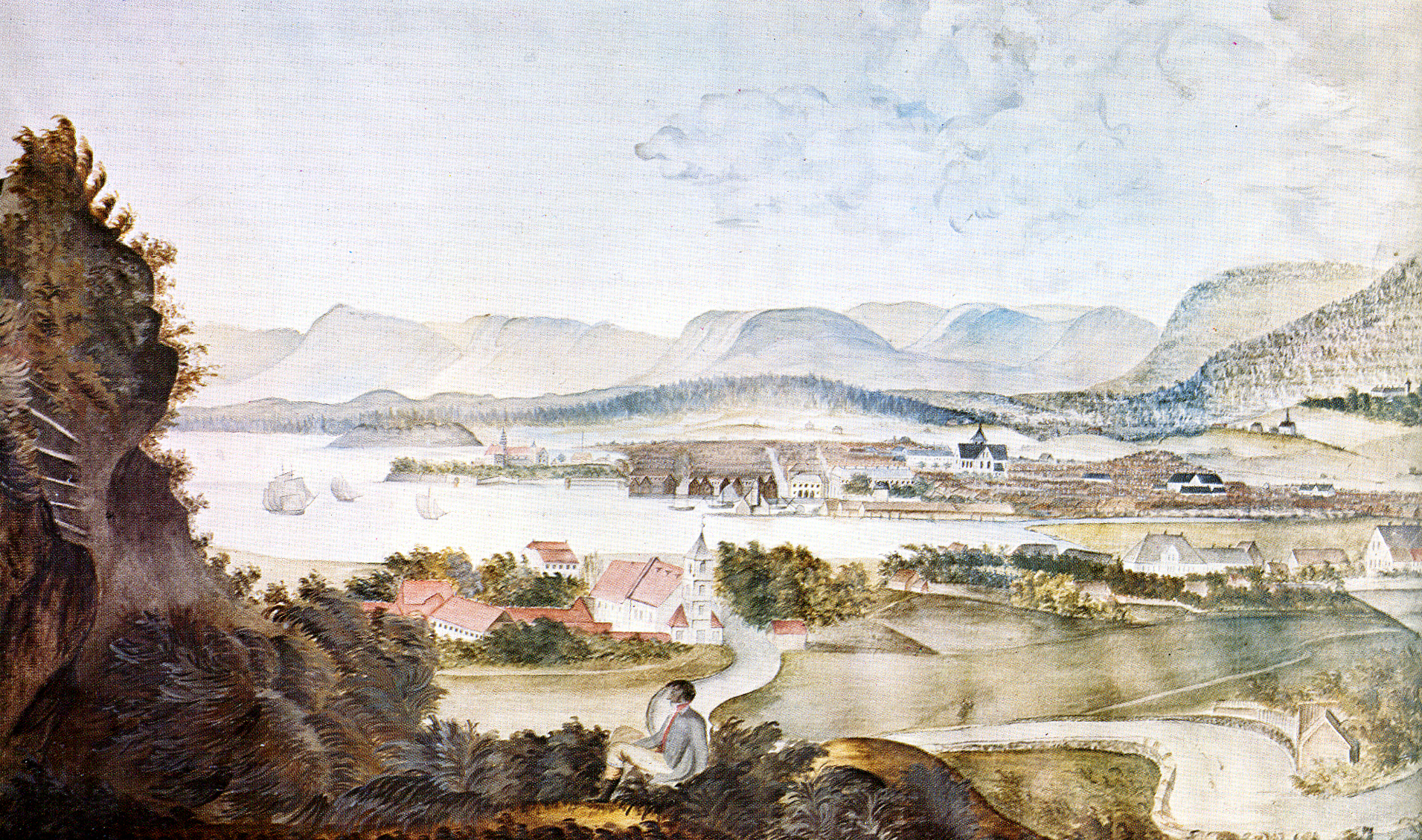
Cristianía en julio de 1814. Pintura de Margrethe Kristine Tholstrup

Los inicios del siglo XVIII fueron una época de prosperidad en la ciudad, que experimentó un crecimiento económico gracias al comercio marítimo y a la exportación de madera, y la población aumentó en la época final de la unión con Dinamarca.
Cristianía recuperó su categoría de capital en 1814, cuando fue disuelta la unión entre Noruega y Dinamarca. El siglo XIX fue un periodo de gran expansión para la ciudad y se construyeron varios edificios públicos, como el Palacio Real, la Universidad, el Storting, el Teatro Nacional y muchos más. Surgieron nuevos barrios para alojar a los inmigrantes llegados de otras zonas del país para emplearse en las nuevas fábricas que se crearon en la segunda mitad del siglo. Este crecimiento fue el responsable de que Cristianía desplazara a Bergen como la ciudad más poblada de Noruega en 1850. El 1 de enero de 1859 se integraron a la ciudad la zona de Bymarken (hasta entonces una zona rural y boscosa) y una parte del municipio de Aker con 9.551 habitantes. El 1 de enero de 1878 se incorporó a Cristianía otra parte de Aker, con 18.970 habitantes. En 1899 la ciudad experimentó una crisis en el mercado inmobiliario debido a la especulación. El mercado no se recuperó sino hasta 1910 y 1911, cuando la construcción se enfocó en viviendas.

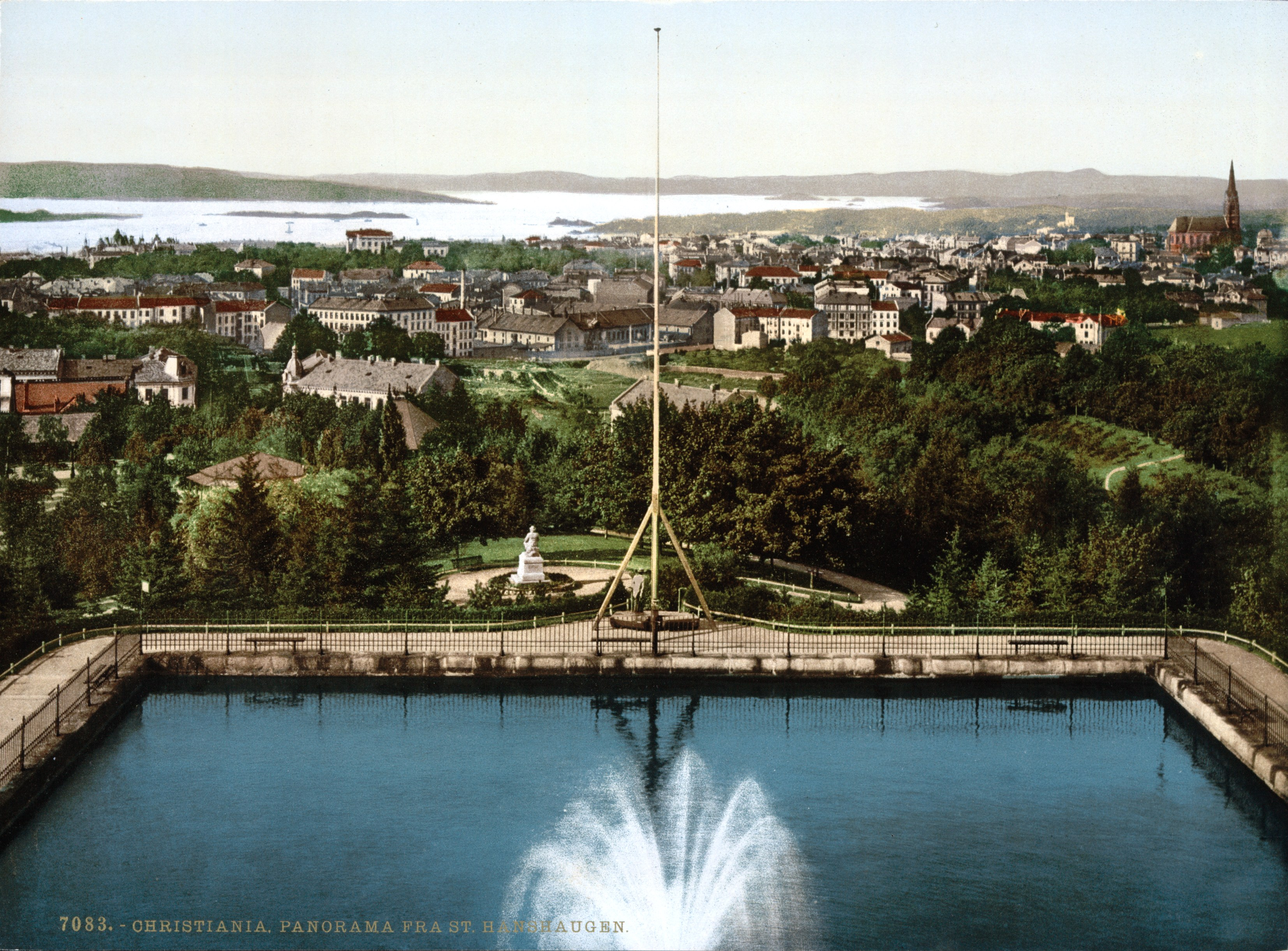
Vista panorámica de Cristianía desde el parque de St. Hanshaugen (1890-1900)

En 1924, se restableció su nombre original: Oslo. En 1931 se inició la construcción del Ayuntamiento de Oslo, pero las obras se detuvieron por la ocupación alemana de Noruega durante la Segunda Guerra Mundial. El edificio se inauguró finalmente en 1950, y es el lugar donde se entrega del Premio Nobel de la Paz cada 10 de diciembre.
Oslo fue objetivo clave en la invasión alemana de Noruega en abril de 1940, ya que los nazis necesitaban ocupar el puerto para mantener el suministro a sus tropas de Narvik, al norte. El 9 de abril, las defensas costeras de Oslo hundieron el crucero alemán Blücher, ubicadas a unos 11 km de la ciudad. Los nazis decidieron detener el ataque naval hasta que se inutilizaran las defensas, por lo que el gobierno noruego pudo escapar de la capital llevándose consigo las reservas de oro. Sin embargo, antes del mediodía, los paracaidistas alemanes tomaron el aeródromo de la ciudad, que ofreció poca resistencia, y entraron sobre Oslo tras una marcha encabezada por una banda marcial.
En 1948, la población de Oslo aumentó notablemente (un 46 %), cuando se le incorporó la totalidad del municipio de Aker.
La importancia de Oslo en lo político, cultural y económico en el conjunto de Noruega ha sido y continúa siendo una fuente de gran controversia y fricción. Esto no cambió en el siglo pasado, a pesar de los numerosos intentos de descentralizar el poder por medio de subsidios a inversores para que se instalaran en otras regiones, y de facilitar el traslado de varias instituciones del gobierno a otras ciudades.

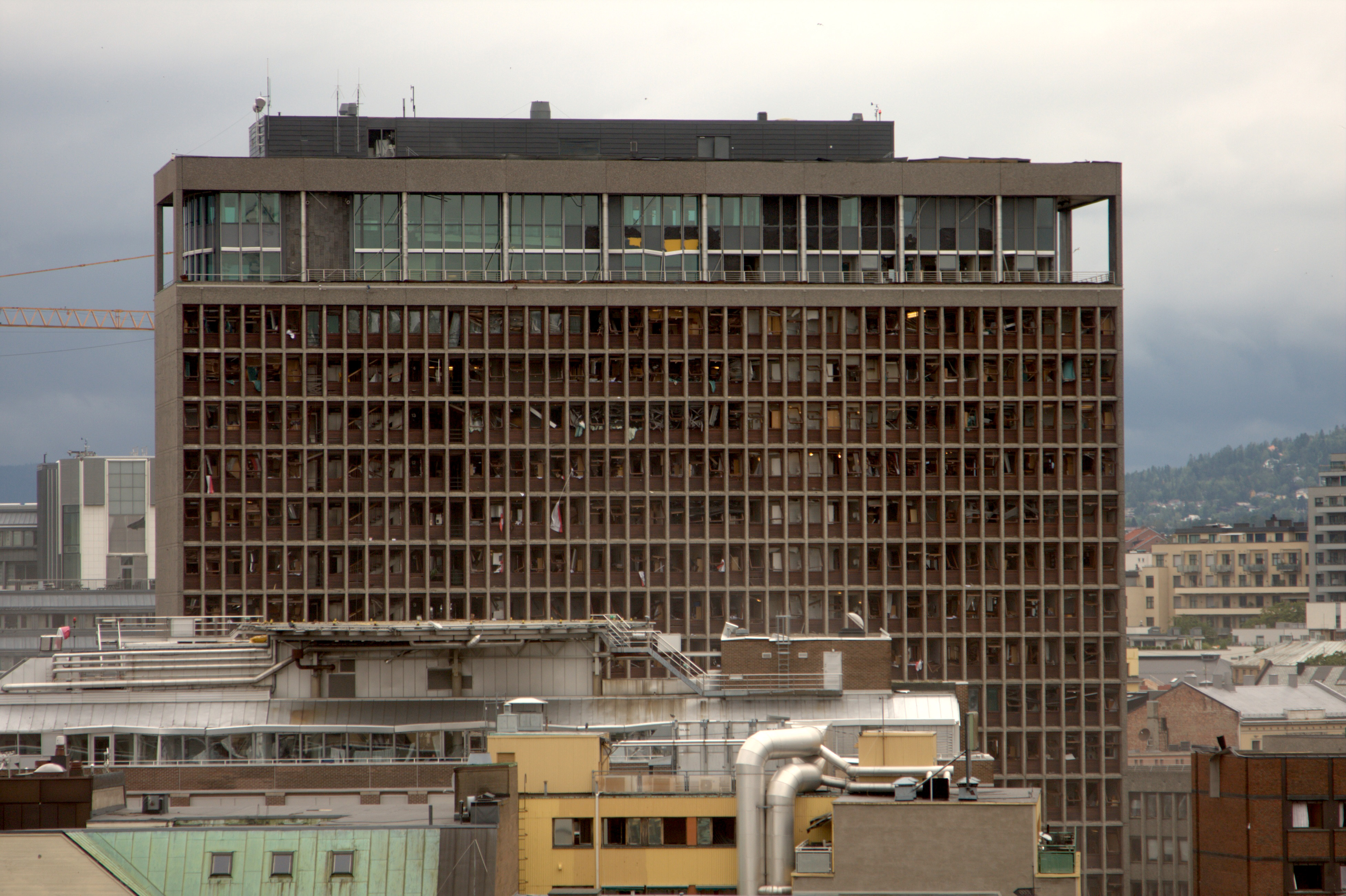
Sede del Primer ministro destruida tras el atentado.

### Ataques terroristas de 2011
El 22 de julio de 2011, a las 15:30h, tuvo lugar una gran explosión junto a un edificio del gobierno noruego en el centro de Oslo que causó la muerte de ocho personas.
Ese mismo día, a las 17:00h, se produjo un tiroteo en un campamento de las juventudes del Partido Laborista (en el gobierno), en el islote de Utøya (lago Tyrifjorden, Buskerud). Las autoridades redujeron de 85 a 68 los muertos en el ataque ocurrido en la isla de Utøya.

## Geografía

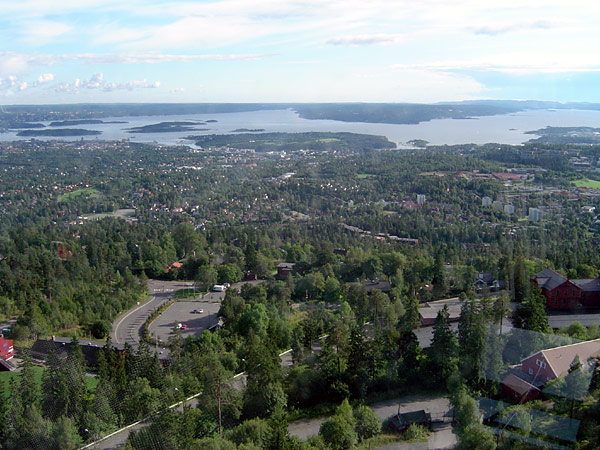
Vista de Oslo desde Holmenkollen.

Oslo se encuentra en la cabecera del fiordo del mismo nombre. El fiordo, que es casi bisecado por la península de Nesodden frente a la ciudad, finaliza en el sur. En las otras direcciones, Oslo se encuentra rodeada por cerros y montañas. Existen 40 islas dentro de los límites de la ciudad, siendo la mayor de ellas Malmøya (0,56 km²), y 343 lagos, siendo Maridalsvannet el mayor, con 3,91 km²; sirven como fuente de agua potable. Aunque Noruega Oriental tiene un importante número de ríos caudalosos, ninguno de ellos cruza Oslo para desembocar en el océano. Sin embargo, sí hay dos pequeños ríos que atraviesan la ciudad: el Akerselva y el Alna (el más grande de Oslo). Tradicionalmente, el Akerselva ha separado a la ciudad en este y oeste, y desemboca en el fiordo en la zona de Bjørvika. El río Alna discurre por Groruddalen, el barrio más grande de Oslo y el área industrial de la ciudad. El punto más alto en Oslo es Kirkeberget, a 629 m de altura. Aunque la población de la ciudad sea pequeña, comparada con la mayoría de las capitales europeas, el área que ocupa es excepcionalmente grande, de la cual dos terceras partes son áreas protegidas como bosques, colinas y lagos. Dentro de sus fronteras hay muchos parques y áreas al aire libre, que le dan una imagen aireada y muy verde. No es raro encontrarse alces salvajes en las áreas urbanas de Oslo, sobre todo durante el invierno.

### Clima
Oslo se caracteriza por tener un clima continental húmedo (Dfb, según la clasificación climática de Köppen). Los veranos son frescos, con temperaturas máximas diarias de entre 19 y 20 °C de media durante los meses de verano (de junio a agosto), aunque las olas de calor son relativamente frecuentes y disparan las temperaturas más allá de los 30 °C. La temperatura más alta registrada en la ciudad fue de 35 °C el 21 de julio de 1901.
El invierno es una estación dura, con frío y nieve. La temperatura mínima media durante el invierno está en torno a los -7 °C, siendo la temperatura más baja registrada de -27.1 °C en enero de 1942. Las nevadas se dan principalmente de octubre a mayo, siendo más importantes durante los meses de enero y febrero. Cada año se forma hielo en el Fiordo de Oslo, e incluso puede llega a congelarse por completo algunos años debido a la distancia que lo separa de las templadas aguas del Océano Atlántico.
La ciudad recibe alrededor de 1650 horas de luz solar al año, situándose en la media de los países del norte de Europa.
| Parámetros climáticos promedio de Oslo (1961-1990)  | Parámetros climáticos promedio de Oslo (1961-1990) | Parámetros climáticos promedio de Oslo (1961-1990) | Parámetros climáticos promedio de Oslo (1961-1990) | Parámetros climáticos promedio de Oslo (1961-1990) | Parámetros climáticos promedio de Oslo (1961-1990) | Parámetros climáticos promedio de Oslo (1961-1990) | Parámetros climáticos promedio de Oslo (1961-1990) | Parámetros climáticos promedio de Oslo (1961-1990) | Parámetros climáticos promedio de Oslo (1961-1990) | Parámetros climáticos promedio de Oslo (1961-1990) | Parámetros climáticos promedio de Oslo (1961-1990) | Parámetros climáticos promedio de Oslo (1961-1990) | Parámetros climáticos promedio de Oslo (1961-1990) |
| Mes                                                 | Ene.                                               | Feb.                                               | Mar.                                               | Abr.                                               | May.                                               | Jun.                                               | Jul.                                               | Ago.                                               | Sep.                                               | Oct.                                               | Nov.                                               | Dic.                                               | Anual                                              |
| --------------------------------------------------- | -------------------------------------------------- | -------------------------------------------------- | -------------------------------------------------- | -------------------------------------------------- | -------------------------------------------------- | -------------------------------------------------- | -------------------------------------------------- | -------------------------------------------------- | -------------------------------------------------- | -------------------------------------------------- | -------------------------------------------------- | -------------------------------------------------- | -------------------------------------------------- |
| Temp. máx. abs. (°C)                                | 12.5                                               | 12.8                                               | 17.0                                               | 21.8                                               | 27.7                                               | 32.2                                               | 30.5                                               | 34.2                                               | 24.9                                               | 21.0                                               | 16.1                                               | 12.4                                               | 34.2                                               |
| Temp. máx. media (°C)                               | -2.3                                               | -1.4                                               | 2.7                                                | 7.8                                                | 14.3                                               | 19.2                                               | 20.1                                               | 19.0                                               | 14.0                                               | 8.5                                                | 2.3                                                | -0.9                                               | 8.6                                                |
| Temp. media (°C)                                    | -4.6                                               | -4.4                                               | -0.9                                               | 3.6                                                | 9.5                                                | 14.2                                               | 15.3                                               | 14.4                                               | 10.2                                               | 5.7                                                | 0.0                                                | -3.3                                               | 5                                                  |
| Temp. mín. media (°C)                               | -7.0                                               | -7.0                                               | -3.8                                               | 0.2                                                | 5.6                                                | 10.0                                               | 11.4                                               | 10.7                                               | 7.0                                                | 3.2                                                | -2.2                                               | -5.8                                               | 1.9                                                |
| Temp. mín. abs. (°C)                                | -24.3                                              | -24.9                                              | -20.2                                              | -10.4                                              | -4.0                                               | -0.6                                               | 3.0                                                | -0.1                                               | -2.0                                               | -8.9                                               | -16.0                                              | -20.8                                              | -24.9                                              |
| Precipitación total (mm)                            | 57                                                 | 43                                                 | 53                                                 | 48                                                 | 62                                                 | 73                                                 | 90                                                 | 98                                                 | 102                                                | 101                                                | 88                                                 | 63                                                 | 878                                                |
| Días de precipitaciones (≥ 1 mm)                    | 10                                                 | 8                                                  | 9                                                  | 8                                                  | 9                                                  | 9                                                  | 11                                                 | 11                                                 | 11                                                 | 12                                                 | 11                                                 | 10                                                 | 119                                                |
| Horas de sol                                        | 41                                                 | 76                                                 | 126                                                | 178                                                | 220                                                | 250                                                | 246                                                | 216                                                | 144                                                | 86                                                 | 51                                                 | 35                                                 | 1669                                               |
| Humedad relativa (%)                                | 80.9                                               | 77.9                                               | 72.0                                               | 66.3                                               | 65.4                                               | 65.3                                               | 68.6                                               | 72.2                                               | 76.7                                               | 79.9                                               | 80.8                                               | 80.7                                               | 73.9                                               |
| Fuente: Norwegian Meteorological Institute - eKlima |                                                    |                                                    |                                                    |                                                    |                                                    |                                                    |                                                    |                                                    |                                                    |                                                    |                                                    |                                                    |                                                    |

## Demografía

Población de Oslo entre 1951-2008.

Alrededor del 25 % de la población es de origen inmigrante (unos 200.000 habitantes). Los noruegos de origen pakistaní representan 20.036 habitantes, seguidos por somalíes (9.708), suecos (7.462) y cingaleses (7.128), siendo las cuatro minorías más importantes de la ciudad. Otras importantes comunidades son de origen polaco, vietnamita, turco, iraquí y danés.
La población de Oslo está actualmente creciendo a un ritmo de cerca de un 2 % anual (17 % sobre los últimos 15 años), por lo que es la capital escandinava que más rápido crece. El incremento de la población es debido a la alta tasa de natalidad y la inmigración. En particular, la inmigración procedente de Polonia y los países bálticos se ha incrementado espectacularmente desde que estos países se adhirieron a la Unión Europea en 2004.

### Religión

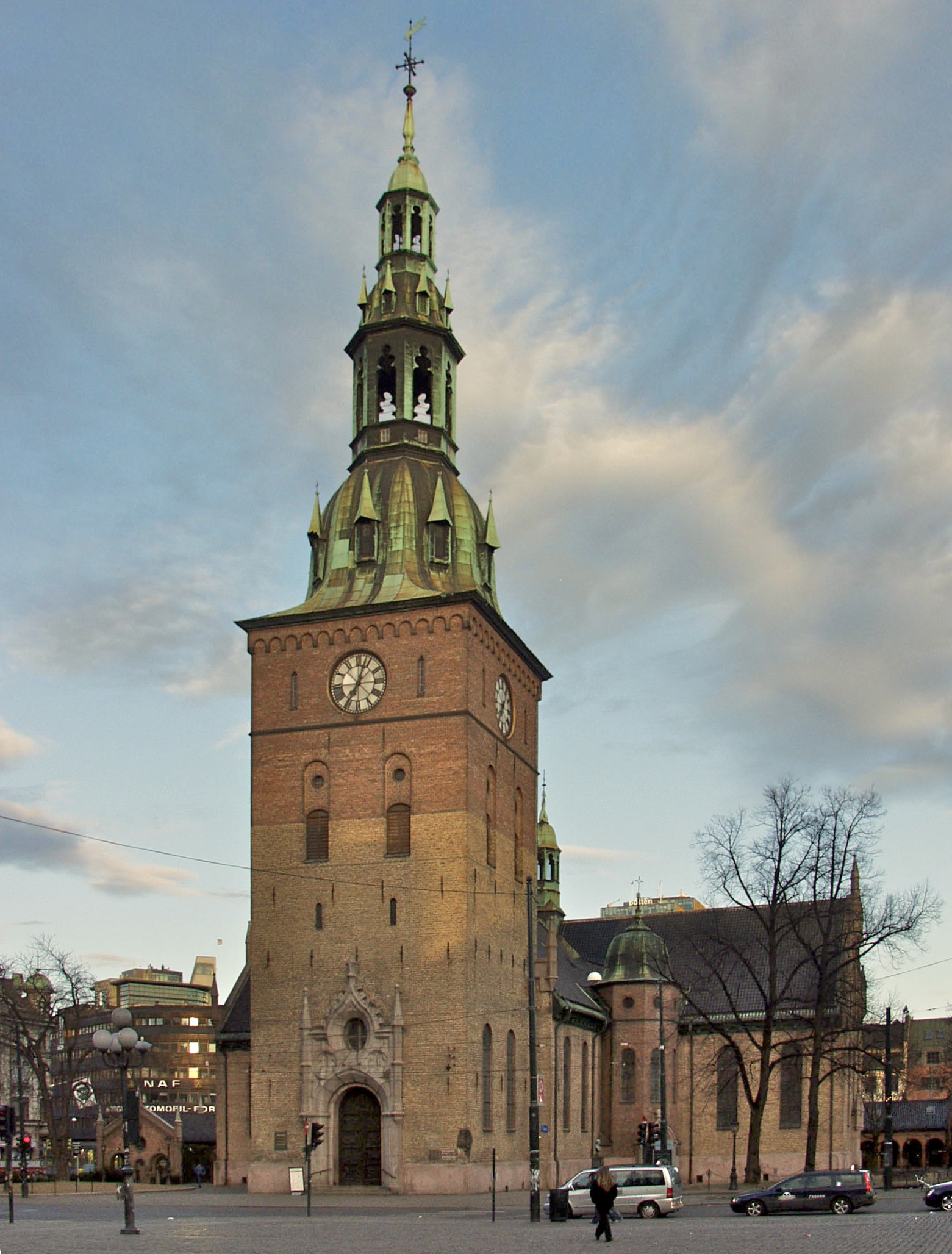
Catedral del Salvador de Oslo, sede de la diócesis de Oslo de la Iglesia de Noruega y catedral nacional.

La Iglesia de Noruega, de filiación luterana, tiene un obispo con sede en Oslo, que además de este municipio también incluye los dos municipios de Akershus al occidente de la ciudad: Asker y Bærum. En Oslo tienen sede cinco de las seis diócesis territoriales: Domprostiet, Aker meridional, Aker oriental, Aker septentrional y Aker occidental.
Otras comunidades luteranas también están representadas en la capital, como la Iglesia Evangélica Luterana Libre y la Sociedad Evangélico-Luterana.

#### Iglesias
- La Catedral del Salvador de Oslo es la principal iglesia de la Diócesis de Oslo (Luterana, Iglesia de Noruega).
- La Catedral de San Olaf de Oslo es la principal catedral católica de Noruega.
- La Iglesia de Gamle Aker es el edificio más antiguo de Oslo.
- La iglesia de la Trinidad (Oslo) es la iglesia más grande de Oslo.

#### Otras comunidades cristianas
En Oslo hay también organizaciones religiosas que pertenecen, entre otros, a los adventistas, la Iglesia Anglicana, la Comunidad Bautista Noruega, la Iglesia católica, los cuáqueros, el metodismo, la Asociación Misionera, la Iglesia católica nórdica, la iglesia Nueva Apostólica, la Iglesia ortodoxa, el pentecostalismo, la Iglesia ortodoxa rusa y varias comunidades cristianas menores independientes y de carácter local. También se encuentran los Testigos de Jehová.
Tras la iglesia de Noruega, la Iglesia católica es la que tiene mayor número de fieles, seguida del pentecostalismo. La Iglesia Católica cuenta con la Catedral de San Olaf de Oslo, sede de la diócesis del mismo nombre y principal templo católico de toda Noruega.

#### Comunidades no cristianas
Muchos habitantes de la ciudad pertenecen a comunidades religiosas no cristianas. A 1 de enero de 2004, había en Akershus y Oslo:
- 59.846 musulmanes en 39 congregaciones
- 9.492 budistas en 5 congregaciones

En 2006, las estadísticas oficiales arrojaron nuevos datos, con un total de 89.313 personas pertenecientes a comunidades religiosas distintas a la Iglesia de Noruega:
- 2.441: budistas
- 33.895: musulmanes
- 33.229: cristianos
- 3.228: otra religión
- 16.520: creencias no religiosas (principalmente la Asociación de Humanismo y Ética).

## Política y gobierno

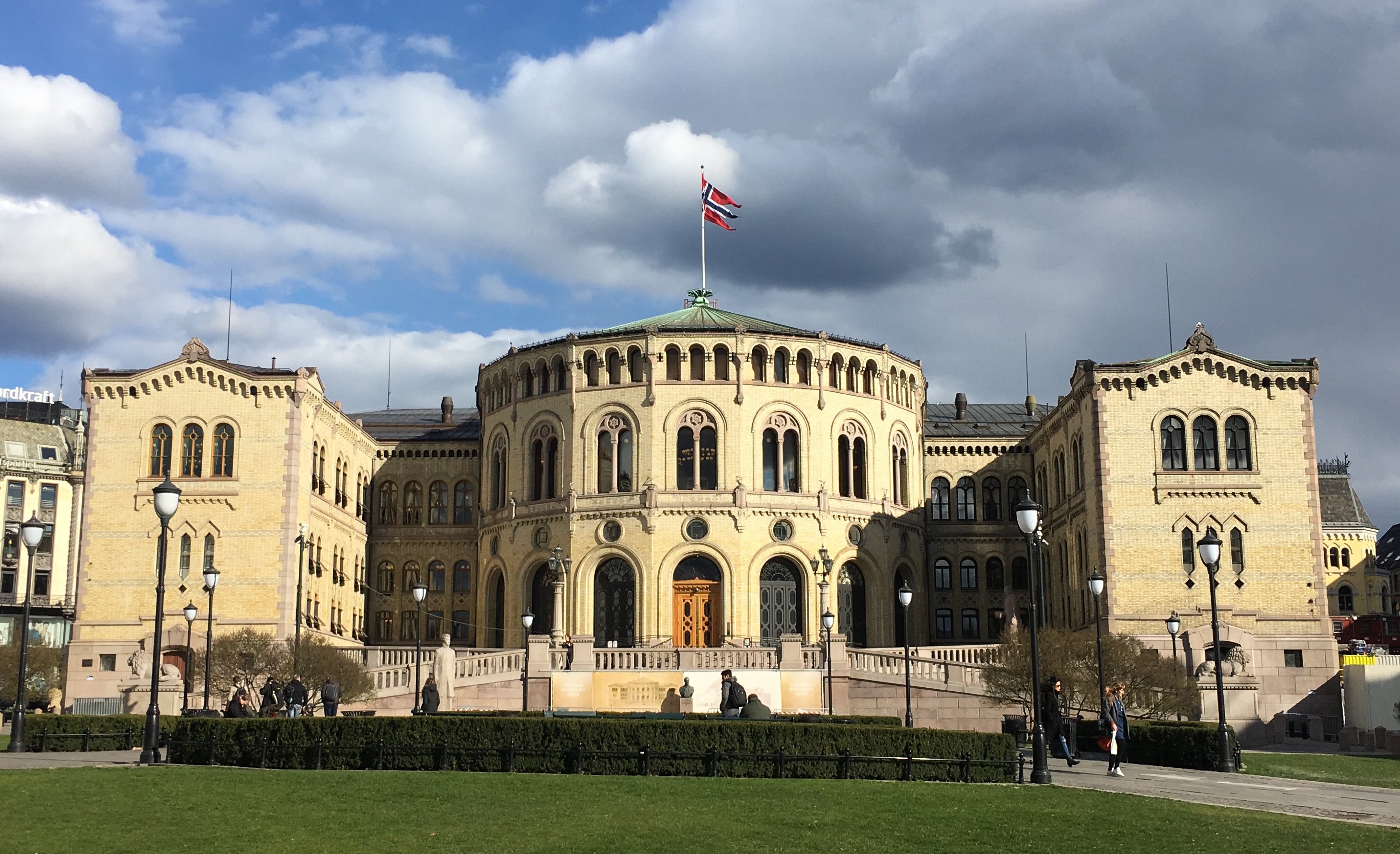
El Palacio del Storting, sede del parlamento nacional de Noruega.

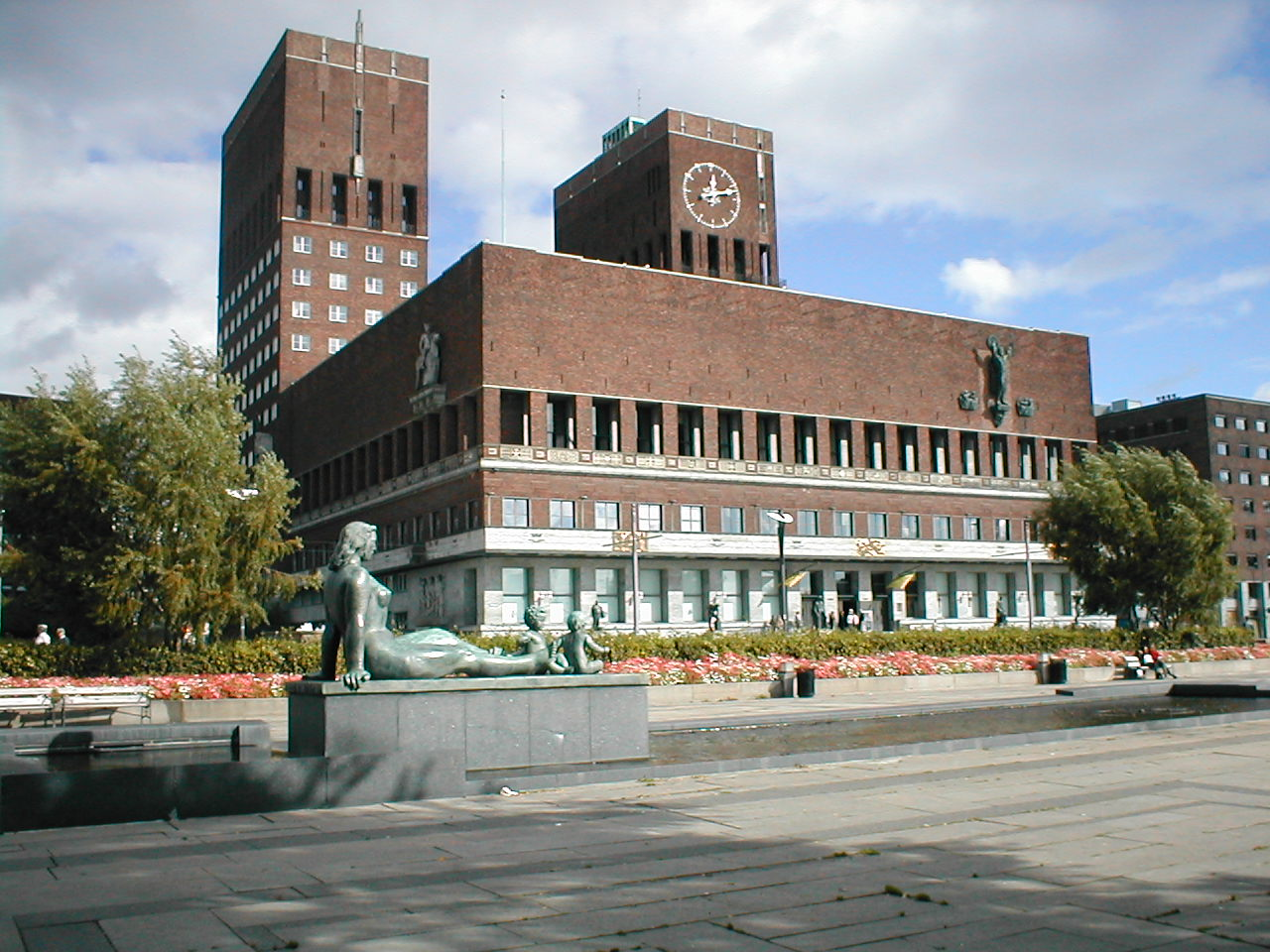
Ayuntamiento de Oslo.

Oslo es la capital de Noruega y como tal, la sede del gobierno nacional: del rey de Noruega, del primer ministro, y del parlamento (Storting).
Oslo es el único municipio noruego con funciones tanto municipales como provinciales. Al tener la categoría de provincia, Oslo está representada en el Storting, donde cuenta con 17 miembros (el mayor número entre las provincias, con 9,9 % de los miembros del Storting). En la legislatura 2009-2013, el Partido Laborista tiene 6 de los escaños de Oslo, 4 el Conservador, 3 el del Progreso, 2 los Socialistas, y los partidos Liberal y Demócrata Cristiano 1 cada uno.
El gobernador (fylkelsmann) de Oslo y Akershus es el representante del rey y del gobierno de Noruega y el único caso en el país de un gobernador para dos provincias. El puesto lo ocupa desde el 1 de diciembre de 2011 Valgerd Svarstad Haugland.

### Gobierno local
El municipio es —junto a Bergen y Tromsø—, el único del país que tiene un gobierno basado en un sistema parlamentario municipal (introducido en Oslo desde 1986). Cuenta con un poder ejecutivo, el Gobierno de la Ciudad (byrådet, literalmente ‘consejo de la ciudad’) y un poder legislativo: el Concejo o Parlamento (bystyret). Además hay un gobierno por cada uno de los distritos en que se subdivide el municipio.
Aunque una entidad separada, Oslo es también la capital de Akershus, y por lo tanto en la ciudad se encuentra el gobierno de tal provincia (que no tiene jurisdicción sobre Oslo).

#### Concejo Municipal (bystyret)
El Concejo o Parlamento Municipal es la autoridad política superior en Oslo. Es un parlamento que consiste de 59 miembros que son electos democráticamente por voto popular para un período de cuatro años. Cuenta con cinco comités, cada uno con sus respectivas responsabilidades: salud y bienestar social, educación y cultura, desarrollo urbano, transporte y medio Ambiente, y finanzas. Tras las elecciones de 2015, el Partido Laborista se hace con el control del gobierno de la ciudad al conseguir 20 asientos, seguido de cerca por el Partido Conservador, con 19. Seis partidos más también cuentan con representación.
| Partido                            | Concejo de la Ciudad | Gobierno de la Ciudad |
| ---------------------------------- | -------------------- | --------------------- |
| Partido Conservador                | 19                   | 5                     |
| Partido Laborista                  | 20                   |                       |
| Partido Liberal                    | 4                    | 2                     |
| Partido del Progreso               | 4                    |                       |
| Partido de la Izquierda Socialista | 3                    |                       |
| Alianza Electoral Roja             | 3                    |                       |
| Partido Demócrata Cristiano        | 1                    | 1                     |
| Partido Verde                      | 5                    |                       |
| Total                              | 59                   | 8                     |

El presidente (ordføre) del parlamento municipal es elegido por mayoría entre los miembros del mismo, y es en cierto modo el equivalente a un alcalde, con funciones restringidas al de representante de la ciudad. Marianne Borgen, del Partido de la Izquierda Socialista, ocupa el cargo de presidenta desde 2015.

#### Gobierno de la Ciudad (byrådet)
El Gobierno de la Ciudad es el poder ejecutivo del municipio. Se encarga de las funciones administrativas y de ejecutar las decisiones tomadas por el Parlamento de la Ciudad. Sus miembros, que pueden o no ser también miembros del parlamento de la ciudad, son nombrados y pueden ser removidos por este. Consiste de un jefe de Gobierno, y siete consejeros más (equivalentes al cargo de ministros). El Consejo está constituido en 2011 por miembros de los partidos Conservador, Liberal, y Demócrata Cristiano, partidos que en el parlamento lograron formar mayoría. El Jefe del Gobierno es el laborista Raymond Johansen desde 2015.

#### Distritos de Oslo
El municipio de Oslo se divide en quince distritos (bydel), cada uno de ellos es gobernado políticamente por un comité de quince miembros, que es nombrado por el Gobierno de la Ciudad. De modo extraordinario cuatro de los 15 comités fueron elegidos por voto directo en 1995 y 1999 como un ejercicio de prueba para aumentar el interés de la población por la política local. En 2007 todos los comités fueron elegidos por primera vez por sufragio universal.
Adicionalmente al gobierno político, hay un gobierno administrativo por cada distrito. La administración ejecuta y hace cumplir las decisiones del gobierno político. La misión principal de los comités de distrito es desarrollar, mantener e impulsar servicios sociales y servicios primarios de salud.
Los quince distritos en los que está dividido Oslo son:

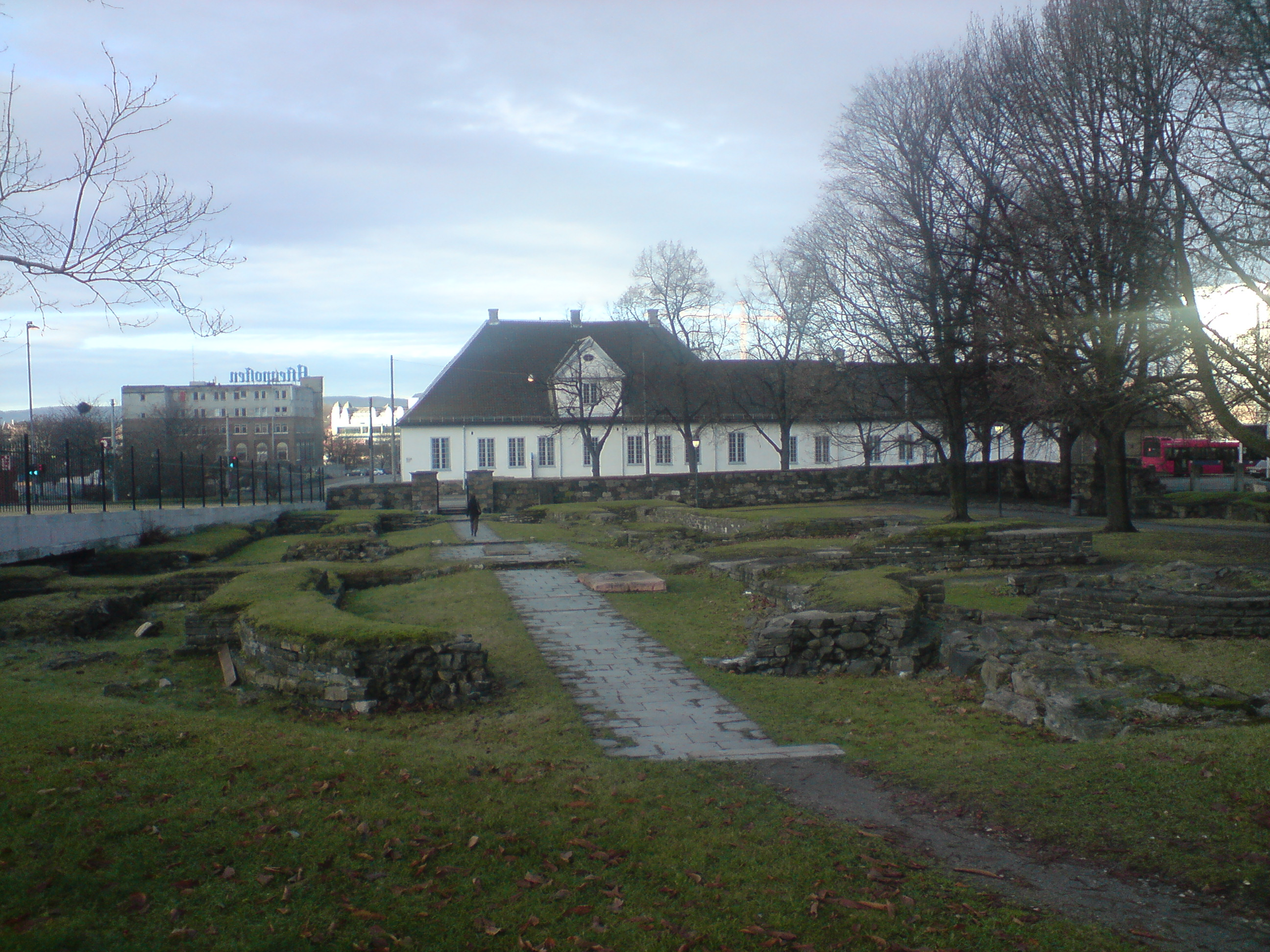
Las ruinas de la catedral de San Hallvard, en Gamle Oslo.

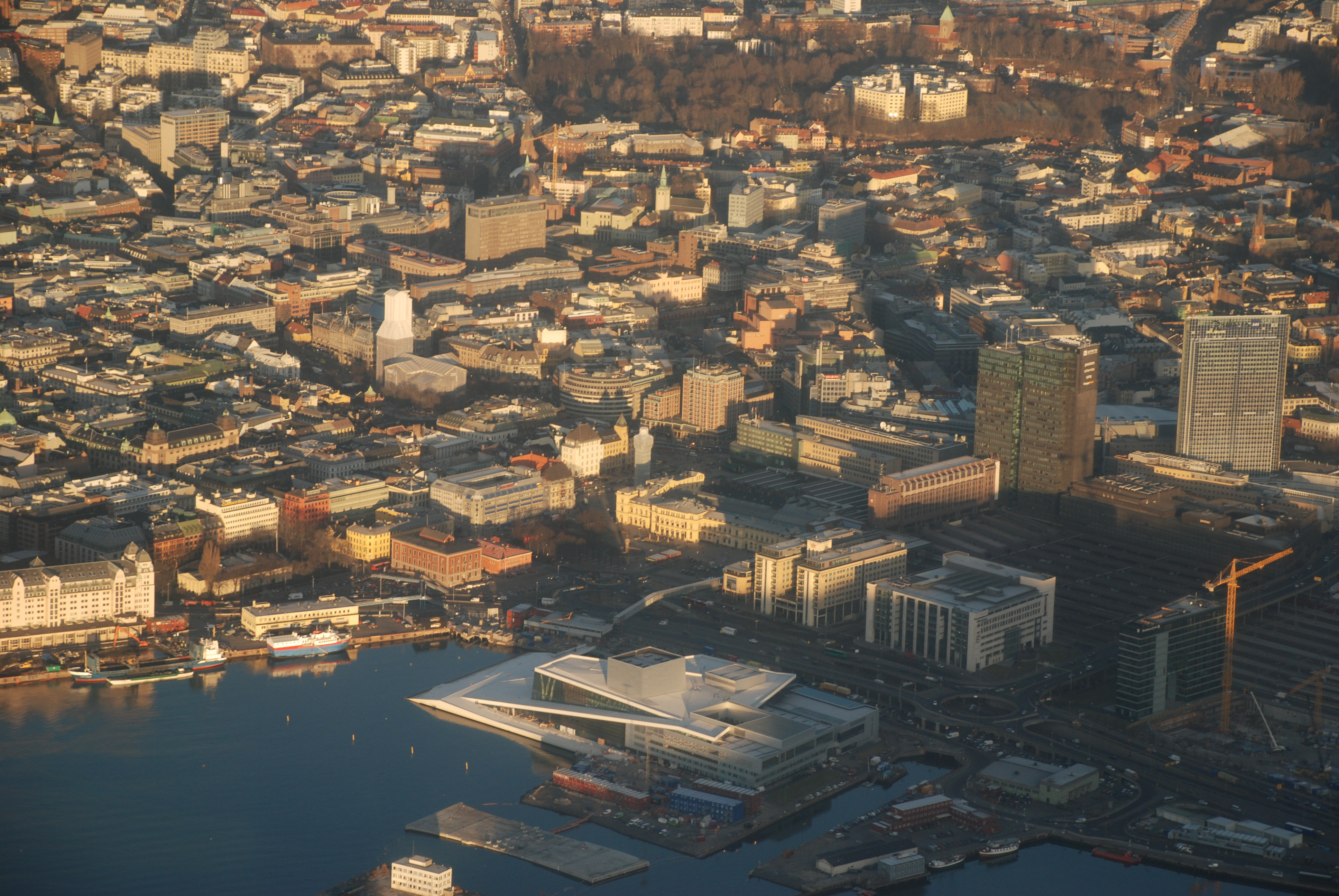
Vista aérea del centro de Oslo (Sentrum), dentro del distrito de St. Hanshaugen.

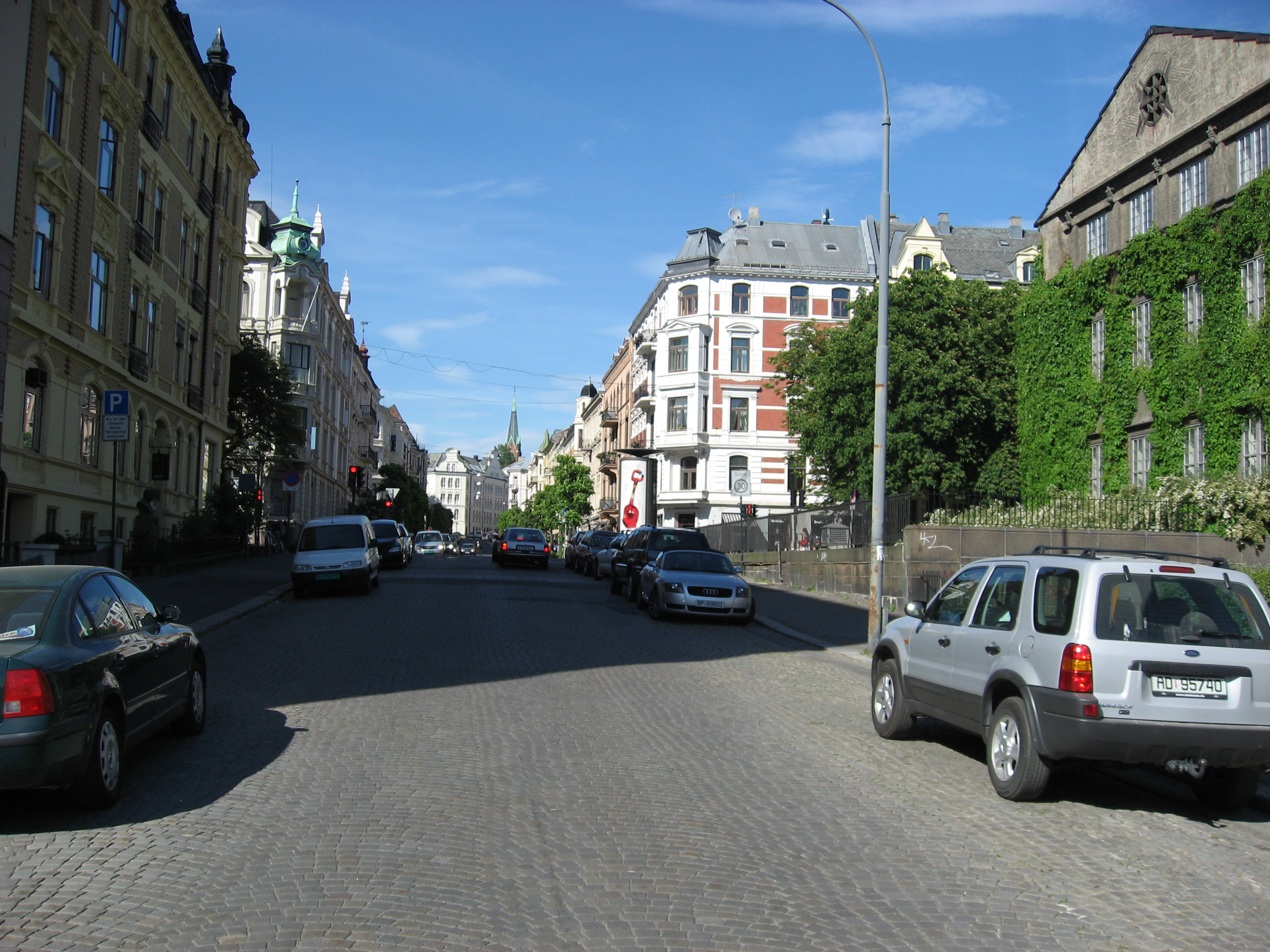
Calle Nils Juel, en Frogner.

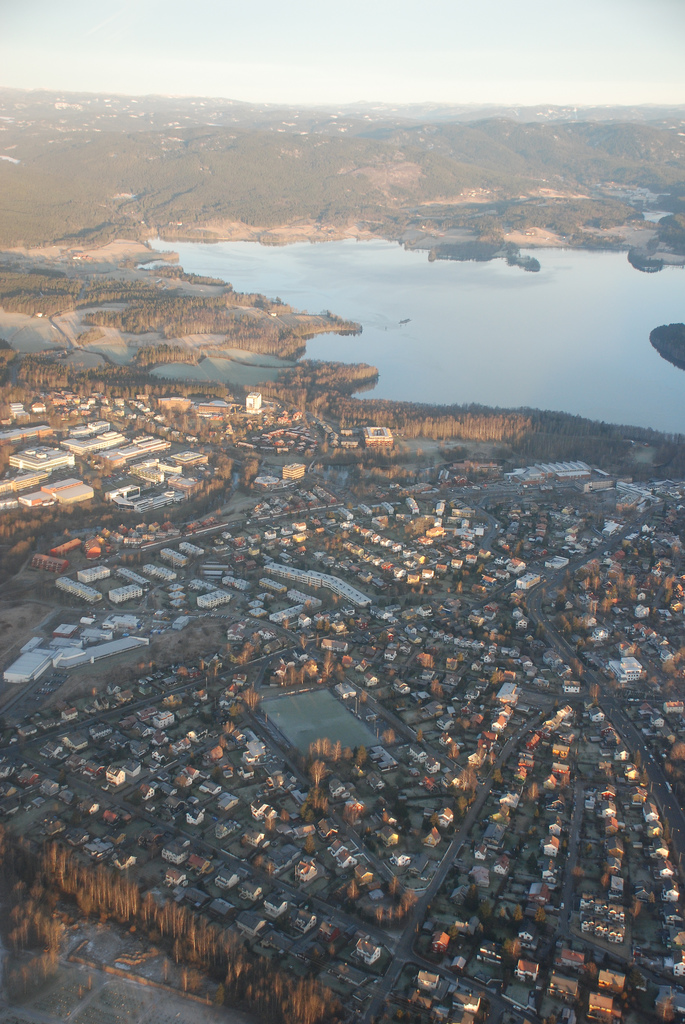
El vecindario de Kjelsås con el Lago Maridalsvannet, en el distrito de Nordre Aker.

1. Gamle Oslo: el más antiguo de la ciudad, correspondiente a la ciudad medieval. Contiene por lo tanto un parque de ruinas medievales, entre ellas la Catedral de San Hallvard y el Monasterio de San Olaf. Fue abandonada tras el incendio de 1624, y repoblada con el crecimiento de la ciudad. En él se encuentra el Museo Munch.
2. Grünerløkka: tradicionalmente una zona industrial y de casas para las clases trabajadoras, hoy es una zona abundante en cafeterías, bares y parques, bastante frecuentada por la juventud.
3. Sagene: a lo largo del río Akerselva, fue una antigua zona donde se ubicaban las industrias de pasta de papel. Es el distrito más pequeño, y en él se asientan diversas industrias modernas, especialmente de la tecnología de la información, así como de diseño.
4. St. Hanshaugen: ocupa la ciudad fundada por Cristián IV, que en la actualidad constituye el centro de Oslo. La zona Sentrum (centro) incluye la mayoría de los sitios de interés de la ciudad, además de la zona administrativa (municipal y nacional) y el área comercial y de negocios.
5. Frogner: céntrico distrito junto al mar, es uno de los distritos más ricos de Oslo, con lujosas mansiones. Allí se ubica el Parque Frogner y varios museos, como el Museo Vigeland, el Museo de barcos vikingos y el Museo Popular Noruego.
6. Ullern: uno de los límites occidentales del municipio, con un valor del suelo relativamente elevado. Incluye vecindarios unifamiliares y modernas áreas comerciales y de oficinas. El parque Skøyen y la sección occidental del parque Frogner se localizan en este distrito.
7. Vestre Aker: incluye los antiguos barrios de Vinderen y Røa. Ubicada en una zona de colinas y bosques en el noroccidente de la ciudad llamada Holmenkollen, es uno de sus distritos más ricos. También ofrece importantes servicios recreativos, como acampada, equitación y esquí. Aquí se sitúa el trampolín de saltos de esquí de Holmenkollen, que es uno de los más famosos del mundo.
8. Nordre Aker: al norte de la ciudad; cercano al centro y a áreas boscosas. Residencias unifamiliares y condominios horizontales, pero también una importante actividad deportiva. En este distrito está el Lago Maridalsvannet, de donde fluye en río Akerselva y al mismo tiempo una de las principales reservas de agua potable de Oslo.
9. Bjerke: incluye una de las zonas más densamente pobladas de la ciudad, con casas en condominio y edificios de apartamentos.
10. Grorud: una antigua zona rural de Oslo que fue fraccionada tras la Segunda Guerra Mundial. Incluye zonas uni y multifamiliares. En el barrio de Romsås vive una considerable población inmigrante de países subdesarrollados.
11. Stovner: básicamente un área residencial, tanto unifamiliar como colectiva. Hay también comercios, y su centro comercial, el Stovner Senter, es uno de los mayores de la ciudad. Se localiza al oriente de la zona industrial de Grorud y el límite de Oslo por ese lado.
12. Alna: es un importante distrito industrial. Cuenta con una densa zona poblada en gran parte por obreros, y existe una pequeña comunidad extranjera. Es el distrito más poblado, con más de 45 000 habitantes en 2008.
13. Østensjø: suburbio del sur de la ciudad, poblado tras la Segunda Guerra Mundial. Es una pintoresca zona habitacional. El lago Østensjøvannet y sus alrededores son una importante reserva natural de vida silvestre.
14. Nordstrand: se localiza al oriente del Fiordo de Oslo. Sus zonas residenciales son de alto nivel económico. El valor del suelo es de los más elevados, lo mismo que los ingresos y la esperanza de vida de su población. Es conocido también por su hermosa vista del fiordo.
15. Søndre Nordstrand: marca el límite sur del municipio y es considerado el distrito más nuevo. A excepción de algunas casas antiguas que se conservan, la mayor parte del distrito es una ciudad satélite iniciada en los años 1980. Es también la zona de mayor población inmigrante en Oslo, pues ellos constituían el 41.2 % de sus habitantes en 2008.

El centro de la ciudad (Sentrum), con 1194 habitantes en enero de 2000 y un área de 2.6 km², y Marka, una zona rural, de bosques y recreo, con 1647 habitantes en enero de 2000 y un área de 301.1 km², son entidades geográficas separadas, pero sin administración propia. El Sentrum se rige por el distrito de St. Hanshaugen y la administración de Marka se reparte entre los distritos vecinos.

## Economía
Oslo es un importante centro económico del sector marítimo en Europa y cuenta aproximadamente con 980 compañías y 8500 empleados en el sector, entre ellas algunas de las mayores empresas mundiales de buques, de servicio de carga y de aseguradoras. Det Norske Veritas, con sede en Høvik, en las afueras de Oslo, es una de las tres principales sociedades de clasificación del mundo, con el 16.5 % de la flota mundial en su registro. El puerto de Oslo es el mayor puerto de carga y de pasajeros del país. Cerca de seis mil barcos fondean anualmente en él, con un total de seis millones de toneladas de carga y más de cinco millones de pasajeros.
El producto interior bruto de Oslo alcanzó en 2003 268 047 millones de coronas noruegas (unos 30 500 millones de euros), contribuyendo con el 17 % del PIB nacional. La cifra anterior aumentó con respecto a 1995, cuando se tuvo un PIB de 165 915 millones de coronas (unos 18 800 millones de euros). Su área metropolitana, con excepción de Moss y Drammen, contribuyó con el 25 % del PIB nacional en 2003, así como con más de una cuarta parte de los ingresos fiscales. La región tiene uno de los más elevados PIB per cápita de Europa, con 391 399 coronas noruegas (44 500 €) en 2003. Si Noruega fuese parte de la Unión Europea, la región de Oslo ocuparía el cuarto puesto en PIB per cápita, detrás de Londres, Bruselas y Luxemburgo. La bolsa de valores de Oslo tiene su sede en esta ciudad.
Oslo es también una de las ciudades más caras del mundo, ocupando actualmente el quinto lugar de la encuesta realizada por la consultora Mercer entre ciento cuarenta ciudades de todo el globo. En 2006 se encontraba en el puesto número dieciséis de acuerdo a la Encuesta Mundial sobre Costo de Vida de la consultora Mercer de recursos humanos, llegó a ocupar la primera posición según la Economist Intelligence Unit de Nueva York, desbancando así a Tokio tras catorce años de reinado de la capital nipona. Aunque Oslo tiene el mercado de vivienda más caro de Noruega, es más barato en comparación con otras ciudades del mundo. De acuerdo a un informe de la sociedad bancaria suiza UBS AIG en agosto de 2006, Oslo y Londres fueron las ciudades más caras en ese año.

## Cultura

### Educación

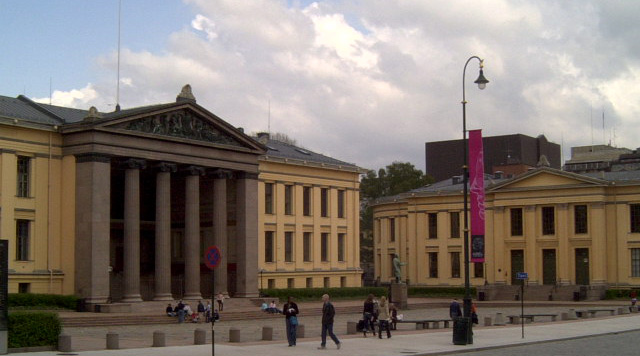
Facultad de Derecho de la Universidad de Oslo.

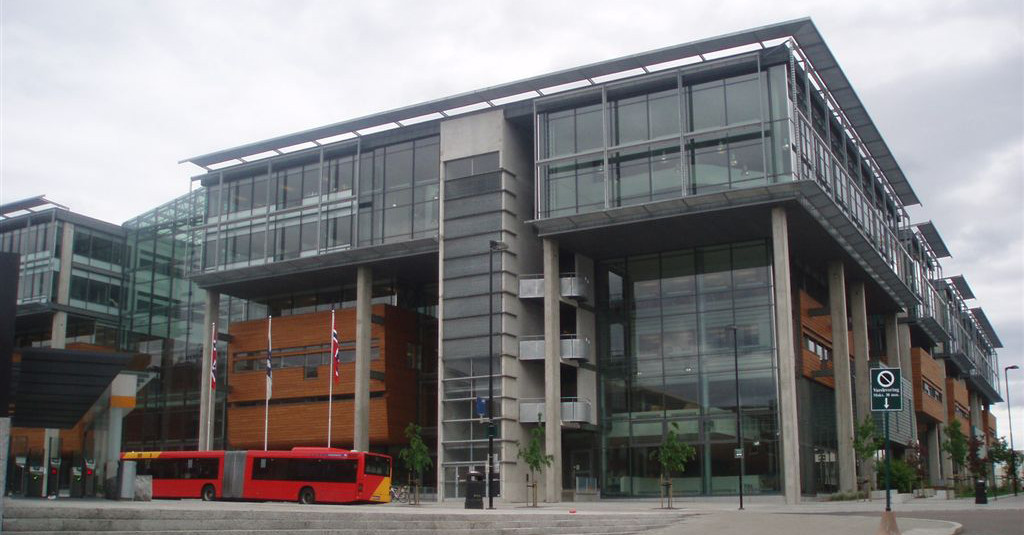
Escuela Superior de Comercio BI, una de las mayores escuelas europeas de comercio.

Oslo es la principal ciudad en oferta educativa de toda Noruega. Es sede de varias instituciones de educación superior, principalmente públicas, que cubren la mayoría de los campos profesionales. La Universidad de Oslo (Universitetet i Oslo) es la universidad más grande de Noruega (con cerca de 30 000 estudiantes y 4.600 trabajadores), la más antigua (fundada en 1811) y la de mayor prestigio. Imparte carreras en las siguientes áreas: ciencias sociales, humanidades, ciencias médico-biológicas y matemáticas, además de impatir la licenciatura en educación. Tiene varias bibliotecas, entre ellas la Biblioteca Pública de Oslo.
Sin embargo, es el Colegio Universitario de Oslo (Høgskolen i Oslo, abreviado HiO), una institución de carácter regional, el que tiene mayor oferta de estudios profesionales. Es el colegio universitario público más grande de Noruega con más de 11 000 estudiantes. En la rama de las artes, Oslo es líder en el país con la Academia Nacional de Artes, que se subdivide en las facultades de diseño, arte dramático y artes visuales. También cuenta con la Escuela Superior Nacional de Música.

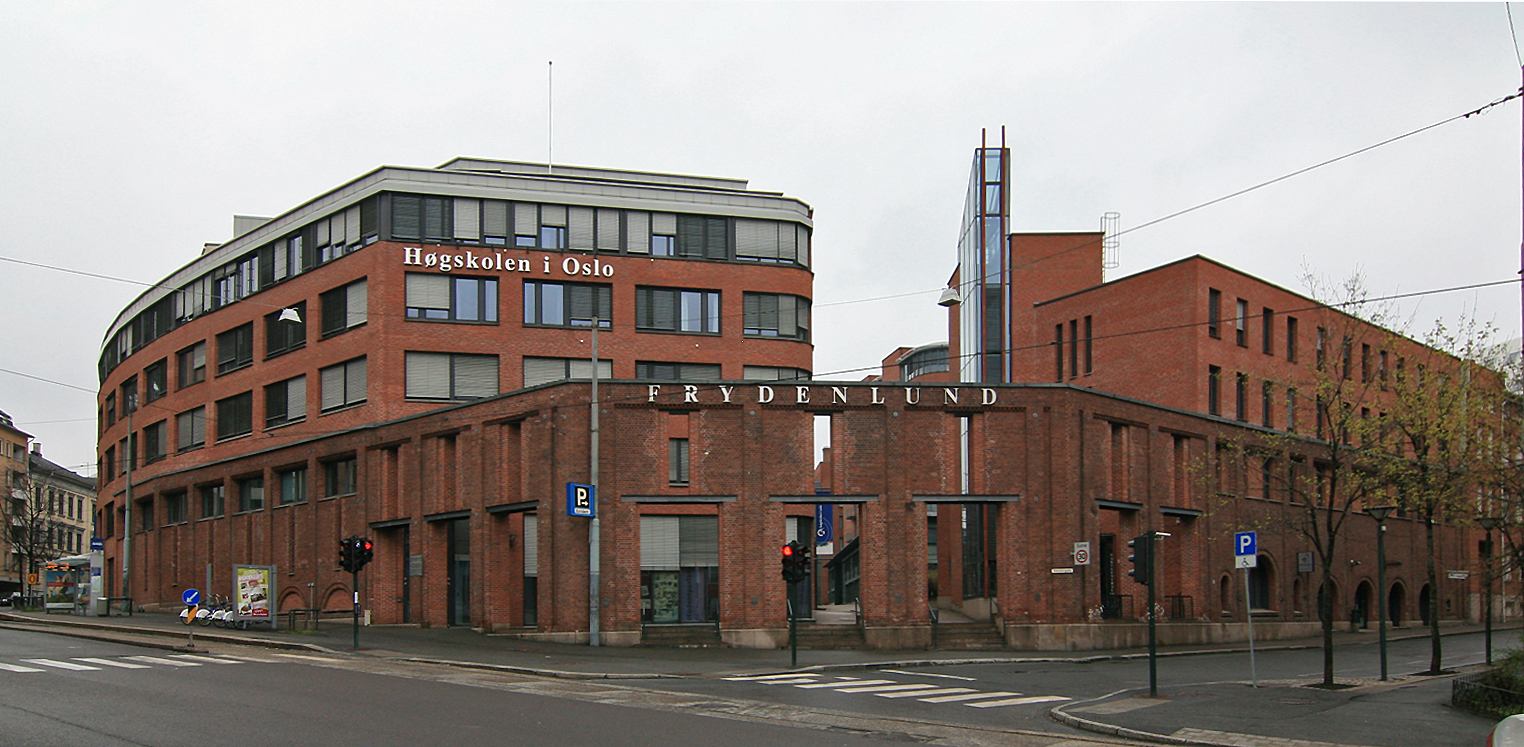
Colegio Universitario de Oslo.

Otros institutos públicos importantes a nivel nacional son los colegios universitarios especializados: el de Veterinaria, el de Educación Física, el de Arquitectura y Diseño (uno de los tres institutos de arquitectura en el país), y el de Policía (uno de los dos campus, el otro está en Bodø); todos con cursos de grado y posgrado, mientras que el de veterinaria ofrece además estudios técnicos. Está además la Escuela de Guerra, con su único campus a nivel nacional.
Entre las instituciones privadas destaca el campus de la Escuela Superior de Comercio BI, que es la mayor escuela superior privada de Noruega y una de las más grandes de comercio de Europa con una matrícula de 18 700 estudiantes. Otra es el campus del Colegio Rudolf Steiner, consagrado en la enseñanza de la Pedagogía Waldorf. Algunas escuelas más son de carácter religioso, dedicadas a formar catequistas, diáconos y pastores, pero también ofrecen estudios sobre enfermería, salud, trabajo social y terapia ocupacional. Entre ellas se puede mencionar al Colegio Universitario Diakonhjemmet, dirigido por la Iglesia de Noruega.

### Deporte

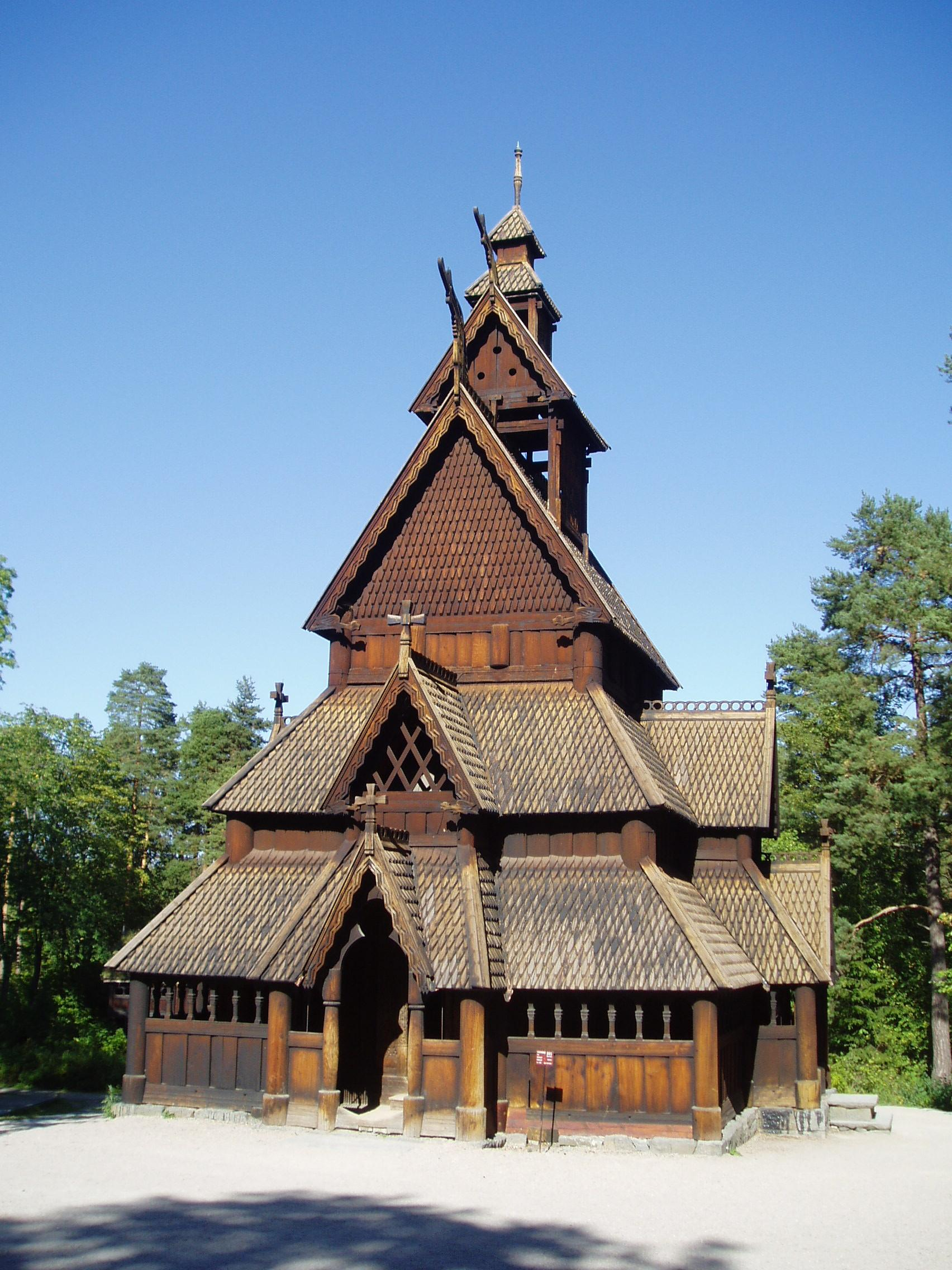
La iglesia de madera de Gol, en el Museo Popular Noruego.

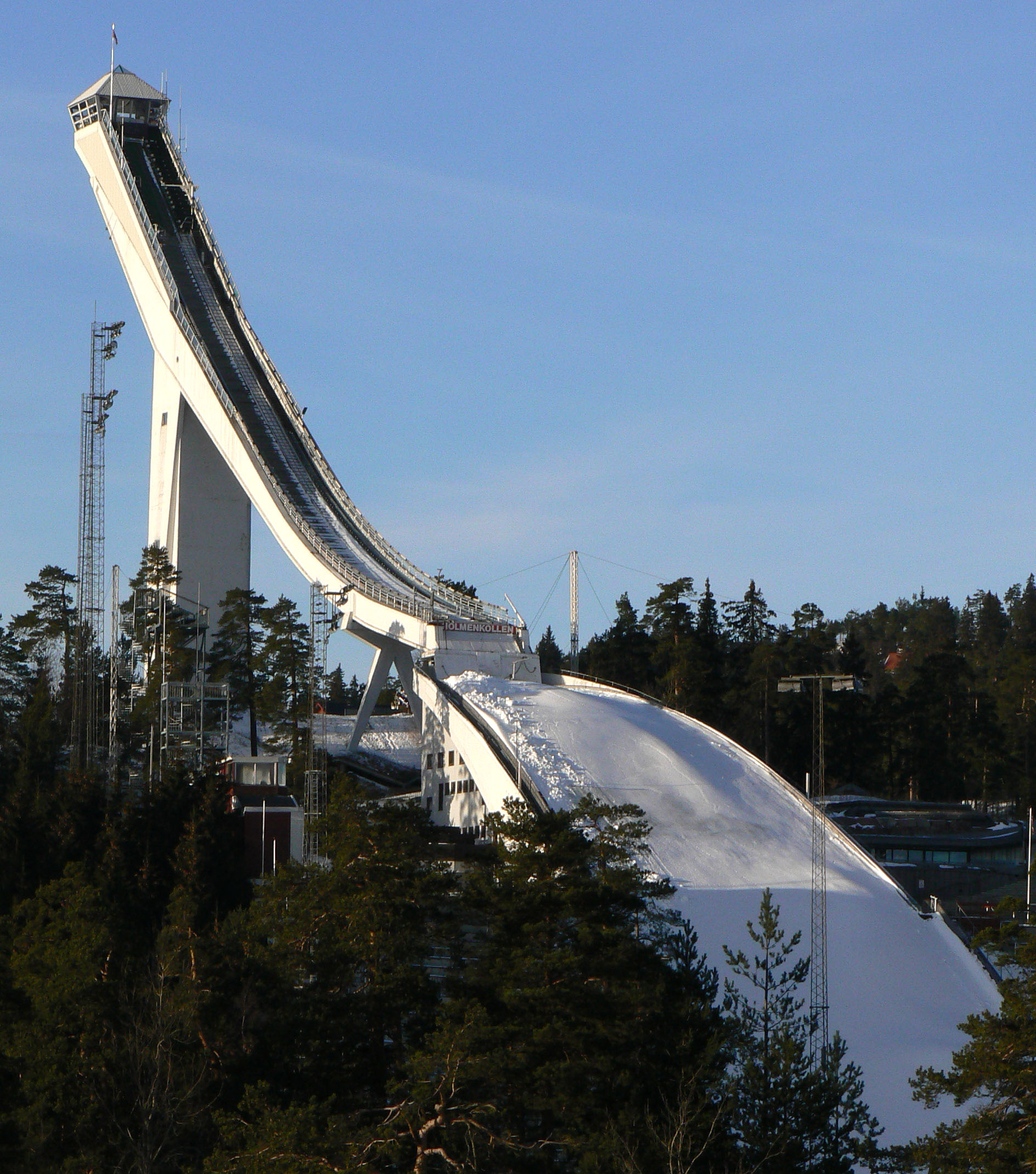
Anterior trampolín de saltos de Holmenkollen.

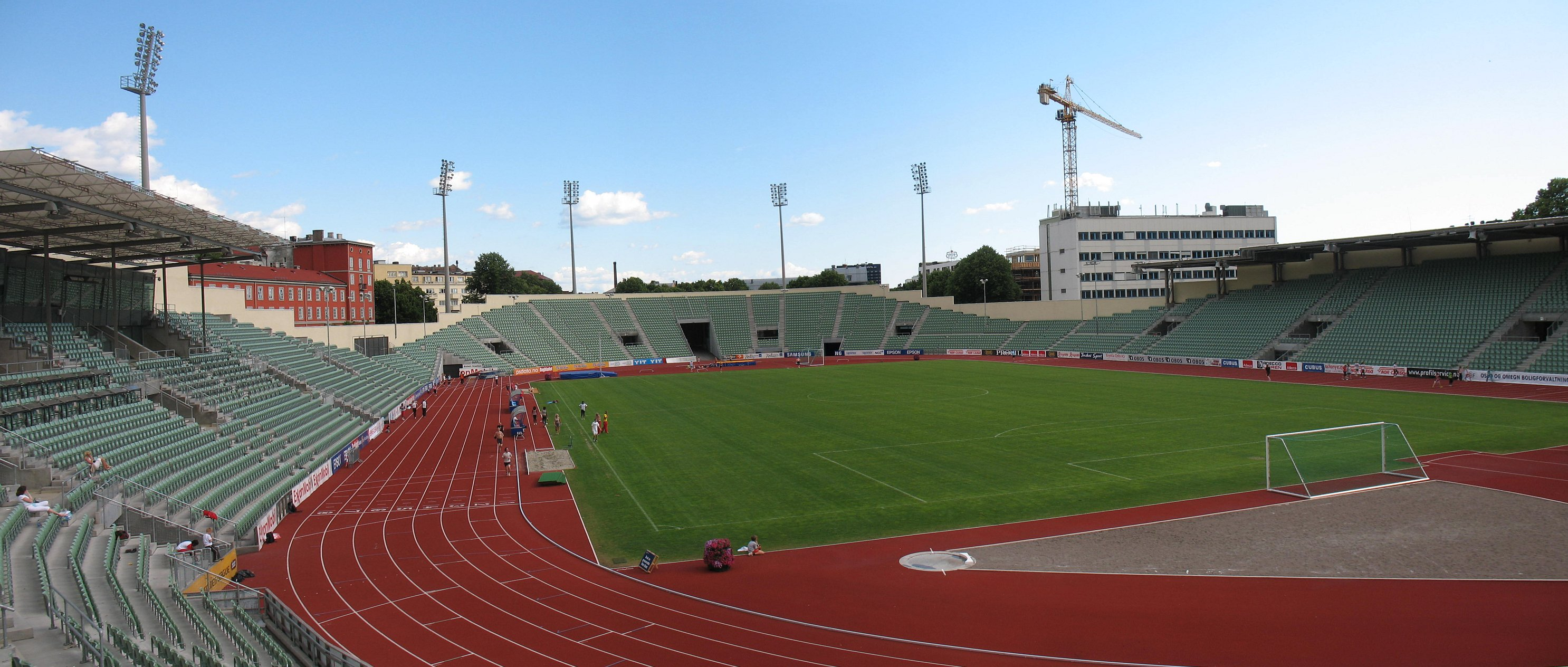
El Estadio Bislett, sede de los Juegos Bislett de atletismo.

Oslo fue la sede de los Juegos Olímpicos de Invierno de 1952 y, a excepción de las pruebas de descenso, realizadas en los montes Norefjell, todas las competiciones se celebraron dentro de los límites de la ciudad. Las ceremonias de apertura y clausura se realizaron en el Bislett Stadion, que en épocas recientes se ha vuelto más conocido por sus competiciones internacionales de atletismo, conocidos como los Bislett Games, que forman parte de la Golden League de atletismo.
El área de Holmenkollen ha alojado varios campeonatos de esquí nórdico y de biatlón desde 1930 y su competición de salto es la más antigua del mundo, pues se celebra desde 1892. Holmenkollen fue seleccionada para ser nuevamente la sede del Campeonato Mundial de Esquí Nórdico de 2011, habiendo sido remodelada para esa fecha.
En los meses de verano, el puerto se convierte en sitio de competiciones para varios eventos marítimos, incluyendo la salida de una gran regata de vela que atrae anualmente a mil embarcaciones competidoras, y una carrera de embarcaciones motorizadas perteneciente a la clase 1 del circuito de offshore.
Dos clubes de fútbol de Oslo, el Vålerenga y el Lyn participan en la Tippeligaen de Noruega, la máxima categoría del fútbol en el país. Ambos tienen como sede el Ullevaal Stadion, construido en 1926 y ampliado y modernizado en 1998, que es el mayor estadio de fútbol en Noruega; es usado habitualmente para los partidos de la selección nacional.
Oslo es también sede de la Norway Cup, el mayor campeonato juvenil de fútbol del mundo, en el que participan anualmente delegaciones de países de los cinco continentes.
Desde 2005, Oslo cuenta con su primer equipo profesional de lacrosse, el Oslo Lacrosse.
En hockey sobre hielo, Oslo cuenta con dos clubes en la liga superior, el Vålerenga Ishockey y el Furuset I.F. El primero fue ganador del torneo de copa y de liga en 2007. El patinaje de velocidad se realiza en la pista de Valle Hovin, que en verano alberga conciertos de música al aire libre.
| Predecesor: Sankt Moritz | Ciudad Olímpica 1952 | Sucesor: Cortina d'Ampezzo |

### Turismo
- El castillo y fortaleza de Akershus.
- El Ayuntamiento, sede de la ceremonia anual del Premio Nobel a la Paz.
- El trampolín de saltos de esquí de Holmenkollen, sede de los Juegos Olímpicos de Invierno de 1952, en Holmenkollen.
- El museo del esquí en Holmenkollen.
- El Museo Kon-Tiki, en Bygdøy.
- El Museo Munch, en Tøyen.
- La Galería Nacional.
- El Museo Marítimo Noruego, incluyendo las embarcaciones Fram y Gjøa, en Bygdøy.
- El Palacio Real.
- El centro de arte Henie-Onstad, en Bærum.
- El edificio del Storting.
- El parque Vigeland (Frognerparken), en Frogner.
- El Ekebergparken es un parque de esculturas, en presencia de esculturas creadas por artistas de renombre internacional.[35]
- El Museo de barcos vikingos, con las embarcaciones Oseberg y Gokstad en exposición, en Bygdøy.
- El Museo del Pueblo Noruego.

## Transporte

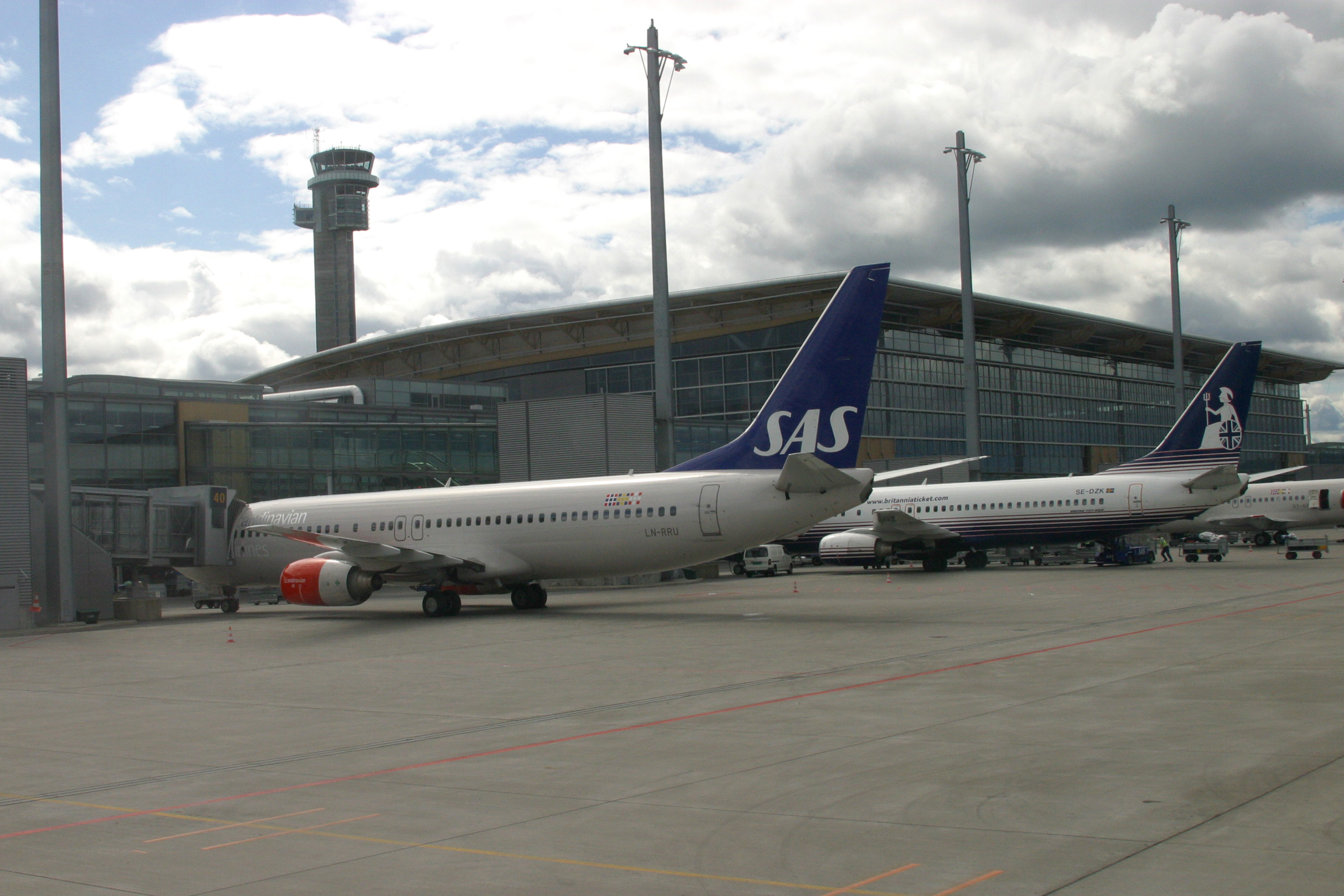
Aeropuerto Gardermoen de Oslo.

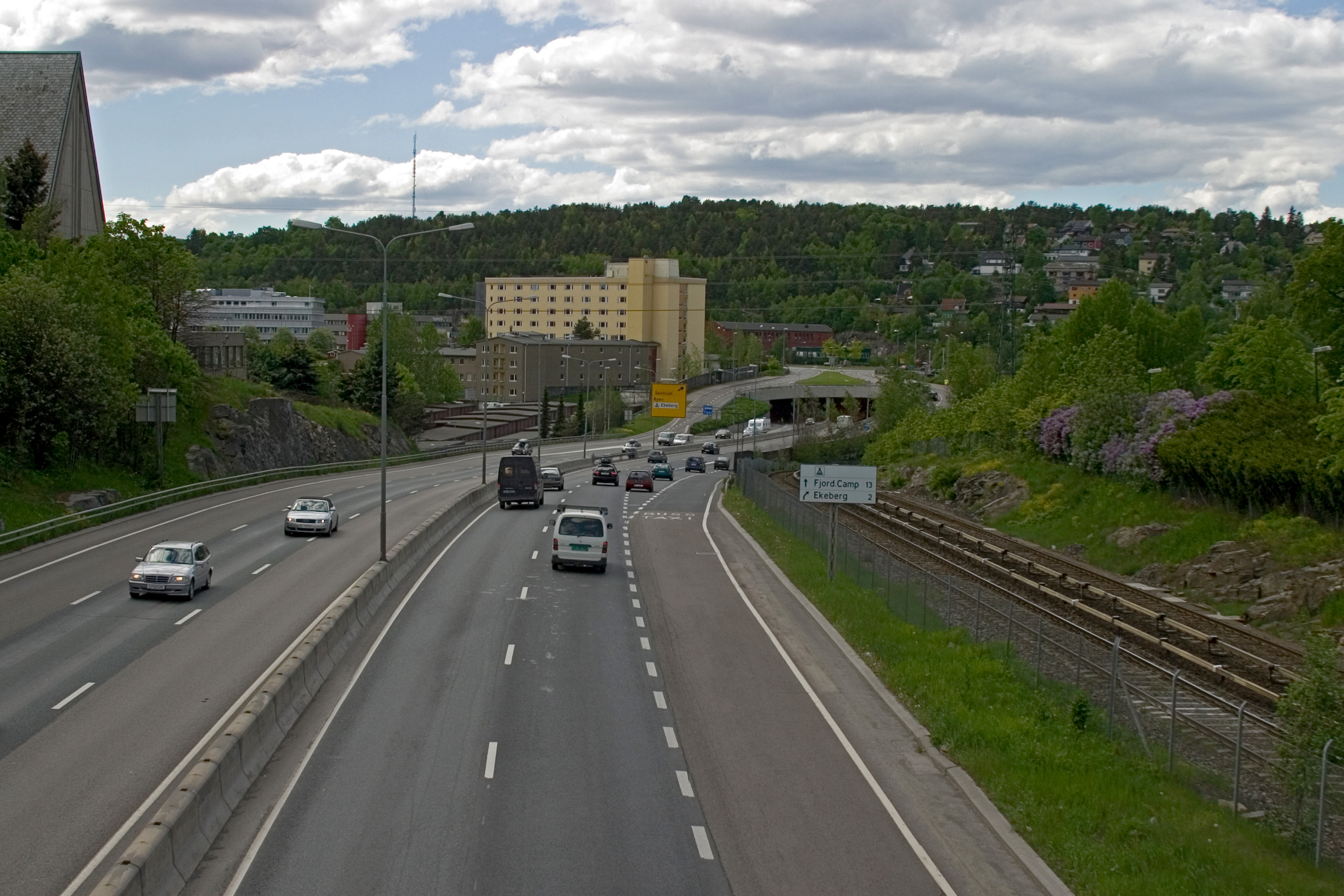
La E6 a su paso por Oslo.

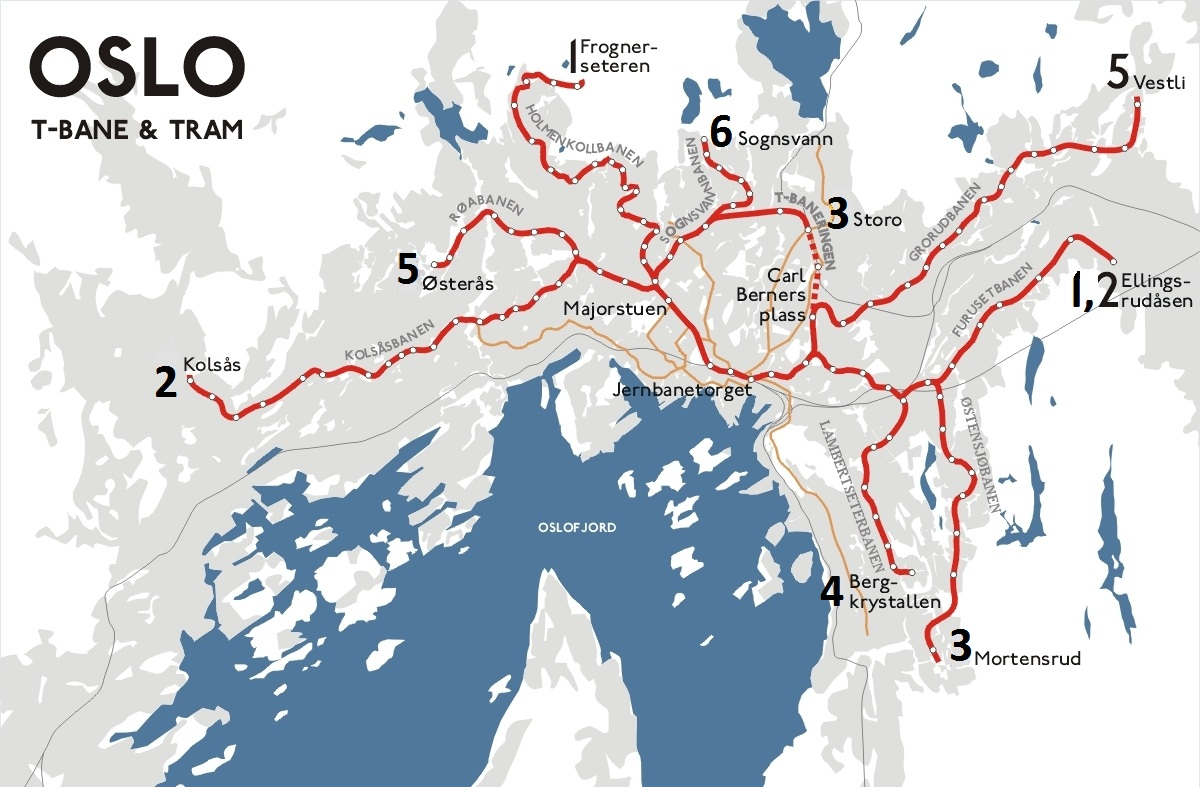
Mapa del T-bane (en rojo), con el tranvía (naranja) y la línea principal de ferrocarril (negro).

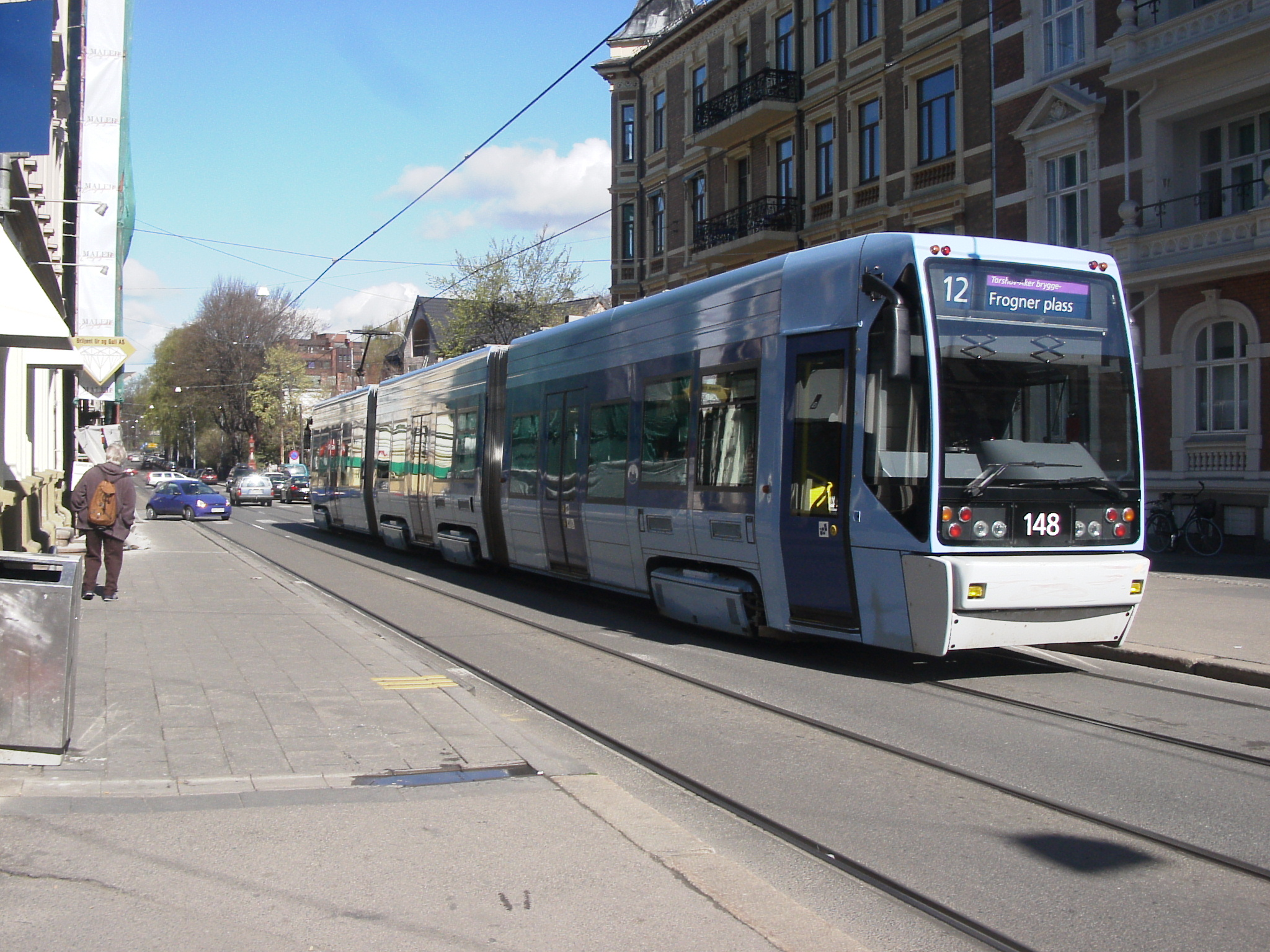
El tranvía de Oslo.

### Aéreo
Existen tres aeropuertos cercanos que sirven a la ciudad:
- El aeropuerto de Oslo-Gardermoen (en la provincia de Akershus).
- El aeropuerto de Sandefjord (en el condado de Vestfold).
- El aeropuerto de Oslo-Rygge (en el condado de Østfold).

### Carretera
Como capital de Noruega y ciudad más grande del país, varias carreteras nacionales se encuentran o pasan por Oslo. La ruta europea E6 cruza Oslo en los suburbios del este sobre su camino del sur de Suecia al norte de Noruega. La ruta europea E18 cruza el centro Oslo (incluyendo un túnel bajo la fortaleza de Akershus) en su camino desde Stavanger y Kristiansand a Estocolmo. La ruta europea E16 de Bergen no entra en Oslo realmente, pero termina sobre la E18 en Sandvika, unos kilómetros al oeste. La ciudad también tiene un sistema de carreteras de circunvalación que conectan el este y el oeste. El anillo externo 3 es el que discurre desde la unión E6 en el este vía Ullevål a la E18 por la frontera al municipio de Bærum en el oeste. El anillo 2 comienza desde Gamlebyen en el este y va a la E18 en Skøyen en el oeste. Las carreteras de circunvalación hacen el tráfico más fácil y mejoran el flujo de tráfico. La E18, E6, el anillo 2 y el 3 son conectados por un sistema complicado de túneles y puentes en el área de Økern-Ekeberg. En la actualidad se está construyendo un nuevo túnel submarino para la E18 en Bjørvika para desviar el tráfico del nivel de la calle.
El acceso al centro de la ciudad requiere el pago previo de un peaje en uno de los 19 puntos de entrada alrededor de la carretera de circunvalación. Cuesta 25 NOK entrar en la zona acordonada en cualquier momento del día, siete días por semana, aunque existe una reducción del 20 % sobre el precio para los propietarios de coches que usan el sistema AutoPASS. Desde el 2 de febrero de 2008 las monedas no son aceptadas en el puesto de peaje, y todos los coches deben pasar por los carriles automáticos sin efectuar parada alguna. Si el conductor queda encajado en el «sistema de pago electrónico» se le cargará el importe posteriormente y todos los otros conductores recibirán una factura por correo.
Al principio los ingresos de los peajes de la carretera financiaron la red de carreteras pública, pero desde 2002 principalmente financia nuevos acontecimientos para el sistema de transporte público en Oslo. Hubo una discusión por si hay que seguir usando el cordón después de 2007.[cita requerida]

### Marítimo
Existen conexiones en trasbordador a:
- Kiel, Alemania.
- Copenhague, Dinamarca.
- Frederikshavn, Dinamarca.

### Ferrocarril
La Estación Central de Oslo, Oslo Sentralstasjon es la principal estación de ferrocarril de Oslo. A partir de ahí, hay conexiones en las direcciones de: Trondheim, Bodø, Bergen, Kristiansand, Stavanger, Vestfold, Gjøvik, Fredrikstad, Estocolmo (Suecia), Gotemburgo (Suecia) y Copenhague (Dinamarca). En 2004 los trenes noruegos eran la tercera compañía de trenes nacionales más puntuales de Europa. Para los cuatro primeros meses de 2005, la puntualidad fue del 92.9 %. Durante el invierno, en particular, las condiciones meteorológicas como las ventiscas de nieve pueden causar retrasos y cancelaciones en las rutas que cruzan la cordillera central.

### Transporte público
Todo el sistema de transporte público en Oslo a excepción de los trenes que son operados por la empresa ferroviaria estatal NSB, funciona con un sistema de billetes común, válidos para cualquier medio durante el transcurso de una hora. Esto incluye autobús, tranvía, metro y transbordadores. Es administrado por la empresa de transporte municipal Ruter. En 2004 fueron realizados 160 millones de viajes en el transporte público, los cuales representan el 85 %.
La red de tranvía, Oslotrikken, se compone de seis líneas que atraviesan el centro de la ciudad y se extienden hacia los barrios de las afueras. La red de metro, conocida como la T-Bane, conecta el este y el oeste de la ciudad y se compone de seis líneas que convergen todas en un túnel bajo el centro de Oslo. Las líneas de metro se identifican con números del 1 al 6, con dos líneas que llegan hasta el municipio de Bærum en el oeste. El metro por Oslo funciona desde las 5:30 de la mañana hasta las 12:30 de la noche. Las líneas de tranvía están numerados del 11 al 13 y del 17 al 19. Además, la ciudad cuenta con cincuenta líneas de autobuses, incluyendo dieciséis líneas de autobuses nocturnos que funcionan los fines de semana. La mayoría paran en Jernbanetorget, al otro lado de la Estación Oslo S.

## Comunicaciones
Los periódicos Aftenposten, Verdens Gang, Dagbladet, Dagsavisen, Morgenbladet, Vårt Land, Nationen y Klassekampen se publican en Oslo. La oficina principal de la Corporación de Radiodifusión Noruega está situada en el barrio de Marienlyst, cerca de Majorstuen. TVNorge también tiene su sede en Oslo, mientras que TV2 (situada en Bergen) y TV3 (situada en Londres) tienen oficinas en la zona central de la ciudad. Existen también muchas publicaciones especializadas y pequeñas empresas de medios de comunicación.

## Personas destacadas
- Laurentius Nicolai Norvegus († 1622), sacerdote católico (jesuita).[36][37]
- Peder Povelsson Paus († 1653), sacerdote luterano.[38][39][40][41]
- Niels Juel († 1697), almirante danés.
- Johan Ernst Gunnerus († 1773), botánico, micólogo, naturalista, obispo.
- Christian Braunmann Tullin († 1765), poeta.
- Rikard Nordraak († 1866).
- Christopher Hansteen († 1873), geofísico, astrónomo.
- Peter Christen Asbjørnsen († 1885), folclorista.
- Hans Fredrik Gude († 1903), pintor.
- Frits Thaulow († 1906), pintor.
- Carl Berner († 1918), político, ministro.
- Peter Ludwig Mejdell Sylow, matemático († 1918).
- Kristian Birkeland († 1917),  físico, inventor.
- Fredrik Rosing Bull († 1925), pionero de las TIC.
- Sverre Hassel († 1928), explorador.
- Eilif Peterssen († 1928), pintor.
- Fridtjof Nansen († 1930), explorador, trabajador humanitario, científico, diplomático.
- Carsten Egeberg Borchgrevink († 1934), explorador.
- Edvard Munch († 1944), pintor.
- Johan Hjort († 1948), científico pesquero, zoólogo marino, oceanógrafo.
- Ægidius Elling († 1949), pionero de la turbina de gas.
- Vilhelm Bjerknes († 1951), meteorólogo, físico.
- Olaf Gulbransson († 1958), caricaturista.
- Molla Mallory († 1959), tenista .
- Lilla Hansen († 1962), arquitecta.
- Hjalmar Riiser-Larsen († 1965).
- Trygve Lie († 1968).
- Sonja Henie († 1969), campeona olímpica de patinaje.
- Ragnar Frisch († 1973), economista.
- Cora Sandel († 1974).
- Lars Onsager († 1976), químico, físico.
- Edvard Hambro († 1977), político, presidente de la Asamblea General de ONU.
- Johan Borgen, escritor († 1979).
- Odd Hassel († 1981), químico, físico.
- Einar Gerhardsen († 1987), trabajador de caminos,[42] primer ministro, alcalde de Oslo, nacido en Asker.
- Thorbjørn Egner († 1990).
- Rolf Jacobsen, poeta († 1994).
- Kristen Nygaard,  pionero de la informática († 2002).
- Tron Øgrim († 2007), autor, político.
- Nils Christie († 2015), criminólogo, sociólogo.
- Vera Henriksen († 2016), novelista, escritora de no-ficción.
- Stein Mehren († 2017), poeta .
- Inger-Marie Ytterhorn, política, miembro del parlamento († 2021).[43]
- Kåre Willoch (1928-), primer ministro.
- Johan Galtung (1930-), sociólogo.
- Gro Harlem Brundtland (1939-), primera ministra.
- Jan Erik Vold (1939-), poeta, escritor.
- Eva Joly (1943-), eurodiputada francesa.
- Odd Nerdrum (1944-), pintor.
- Carl I. Hagen  (1944-), político.
- Jostein Gaarder (1952-), escritor.
- Per Petterson (1952-), escritor.
- Jan Kjærstad (1953-), escritor.
- Lars Saabye Christensen (1953-), escritor danés/noruego.
- Dagfinn Høybråten (1957-), político.
- Jens Stoltenberg (1959-), primer ministro.
- Erling Kagge (1963-) explorador, aventurero.
- Jonas Gahr Støre (1960-),  político, ministro.
- Jon Rønningen (1962-), deportista, luchador.
- Christian Tybring-Gjedde (1963-), político.
- Siv Jensen (1969-), política, ministra.
- Åsne Seierstad (1970-), periodista.
- Kjetil André Aamodt (1971-) esquiador.
- Anniken Hauglie (1972-), política, ministra.[44]
- Bertine Zetlitz (1975-), cantante.
- Maria Mena (1986-), cantante.

## Ciudades hermanadas
Oslo tiene acuerdos de hermanamiento con las siguientes ciudades:
- Gotemburgo, Suecia
- Schleswig-Holstein, Alemania
- Shanghái, China
- San Petersburgo, Rusia
- Vilna, Lituania
- Varsovia, Polonia
- Mexicali, México
- Calgary, Canadá
- Alfaz del Pi, España
- Mazarrón, España
- Nuuk, Groenlandia
- Sogamoso, Colombia

Oslo tiene la larga tradición de enviar un árbol de Navidad cada año a las ciudades de Washington D. C., Londres, Róterdam, Valparaíso, Amberes y Reikiavik. Desde 1947 Oslo envía un abeto de veinte a veinticinco metros de altura al Reino Unido, como muestra de gratitud por el apoyo británico a Noruega durante la Segunda Guerra Mundial, y se coloca habitualmente en la plaza de Trafalgar. En 2007 la decoración luminosa del abeto fue encendida conjuntamente por el alcalde de Oslo (Fabian Stang) y el Lord de Westminster (Carolyn Keen) desde el 6 de diciembre al 4 de enero del año siguiente.
- Washington D. C., Estados Unidos
- Dallas, Texas, Estados Unidos
- Londres, Reino Unido
- Róterdam, Países Bajos
- Valparaíso, Chile
- Amberes, Bélgica
- Reikiavik, Islandia